# Cumaná
Cumaná es una ciudad venezolana, capital y sede de los poderes públicos del estado Sucre, Venezuela. Está ubicada en la entrada del Golfo de Cariaco, junto a la desembocadura del río Manzanares. Actualmente posee una población de 374 706 habitantes, que al sumarle los de las localidades aledañas de El Peñón, Cantarrana, El Tacal, San Juan de Macarapana y otras poblaciones cercanas, forma una conurbación con un total de 495.442 que integran el Área metropolitana de Cumaná, distribuidos en 598 km² de superficie; se encuentra en la Región Nor-Oriental del país. Es la capital del Estado Sucre y centro de la región oriental. Desde el 3 de julio de 1591 recibe expresamente título de ciudad, con privilegio de escudo de armas. La ciudad de Cumaná también ha sido conocida como «La capital mundial de la cultura» y «La Atenas venezolana».

## Historia

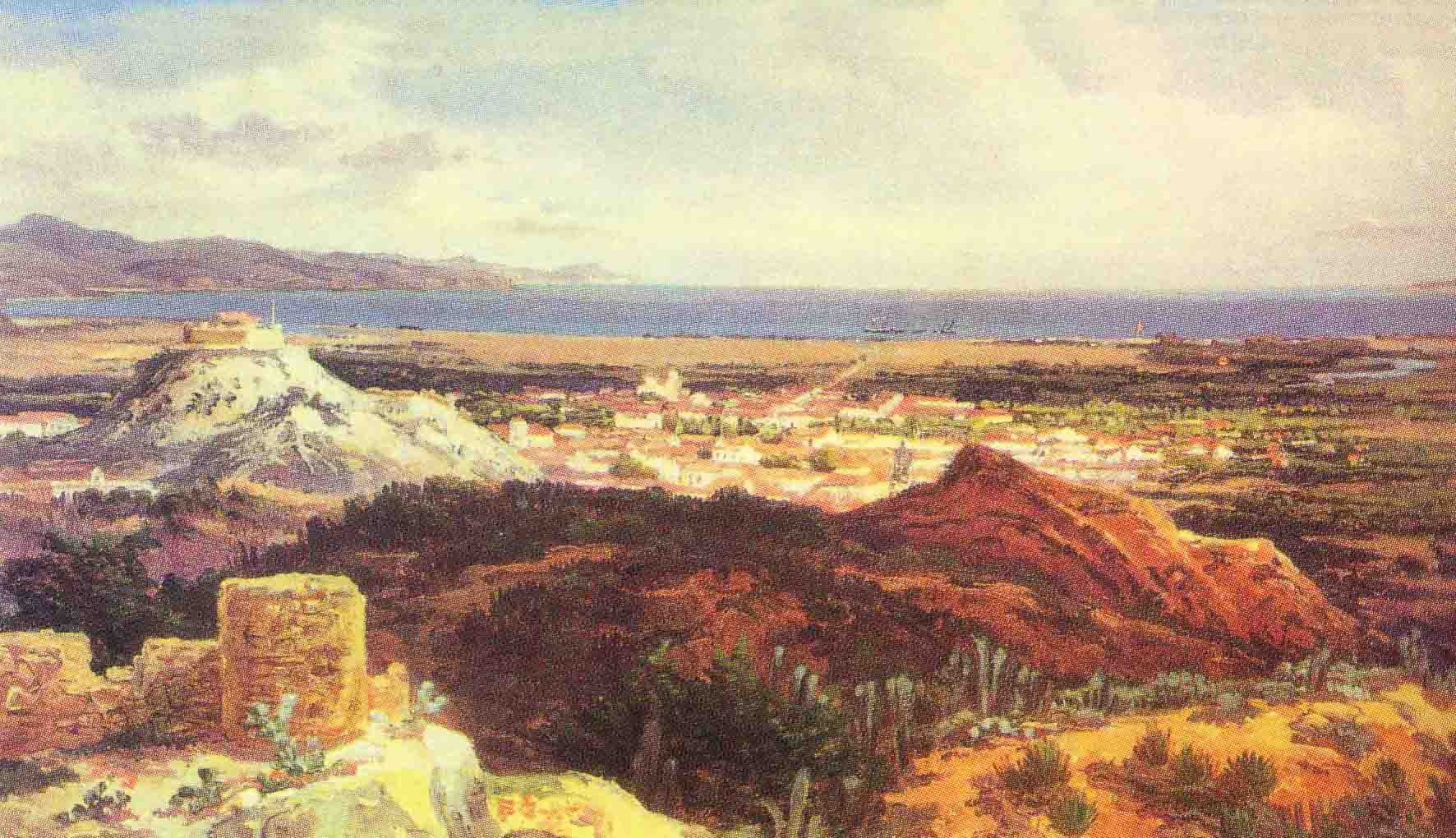
Vista de Cumaná desde el viejo castillo (1843), de Ferdinand Bellermann. Óleo sobre cartulina.

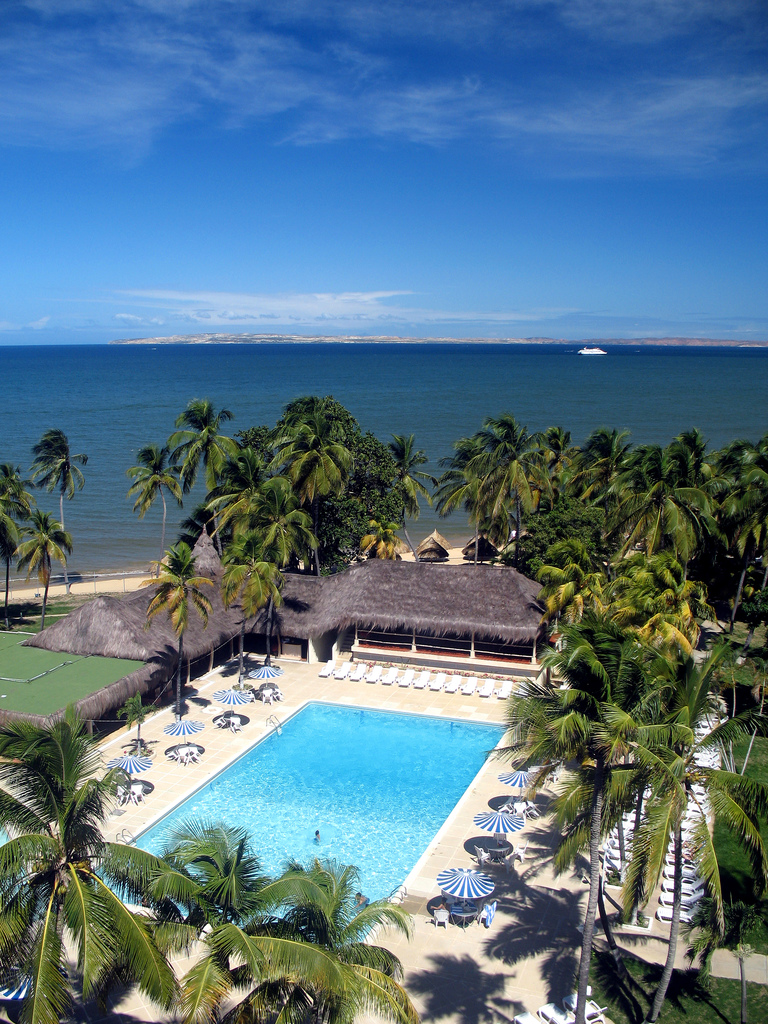
Paisaje de un Hotel en Cumaná.

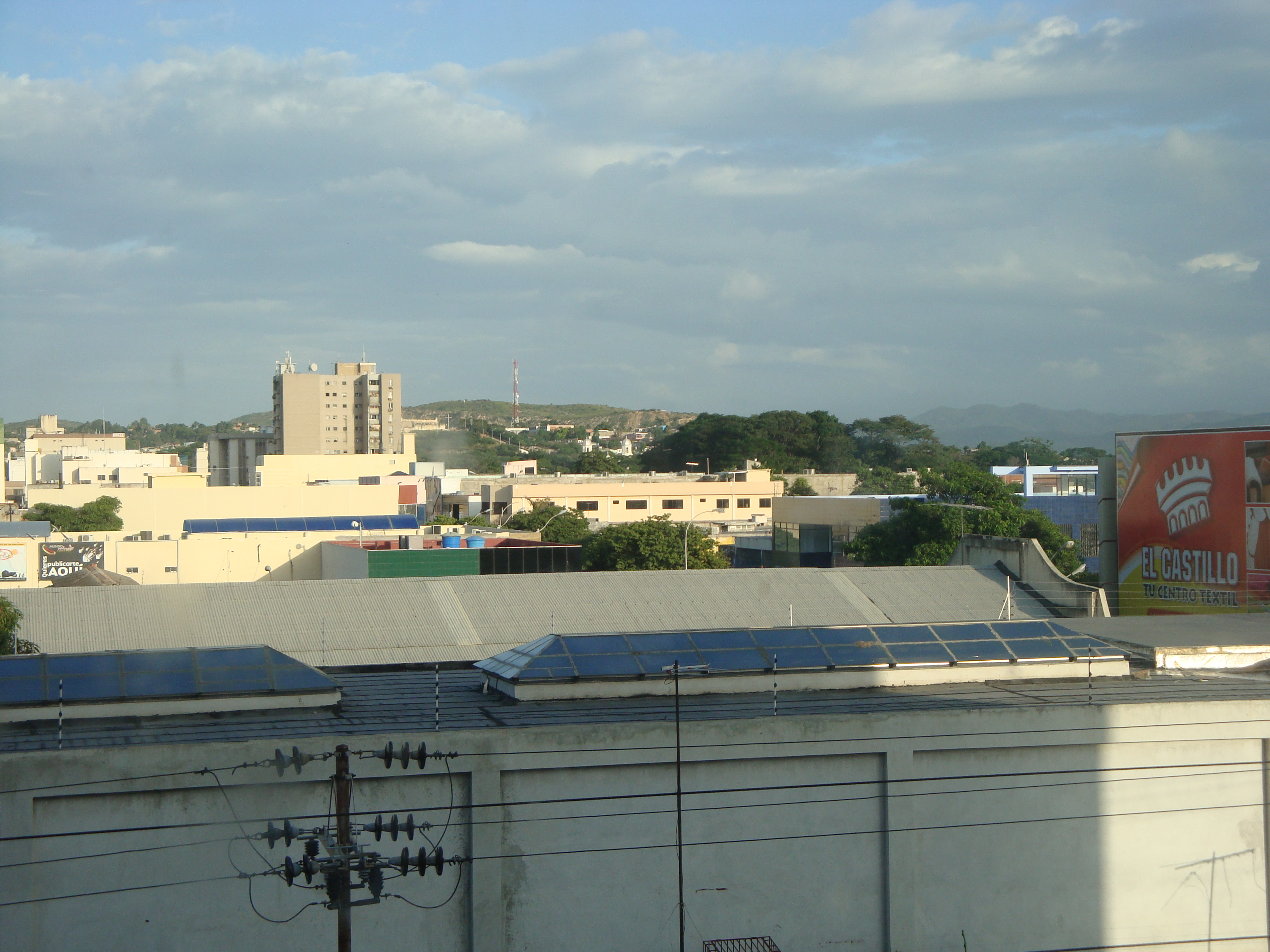
Paisajes del centro de Cumaná.

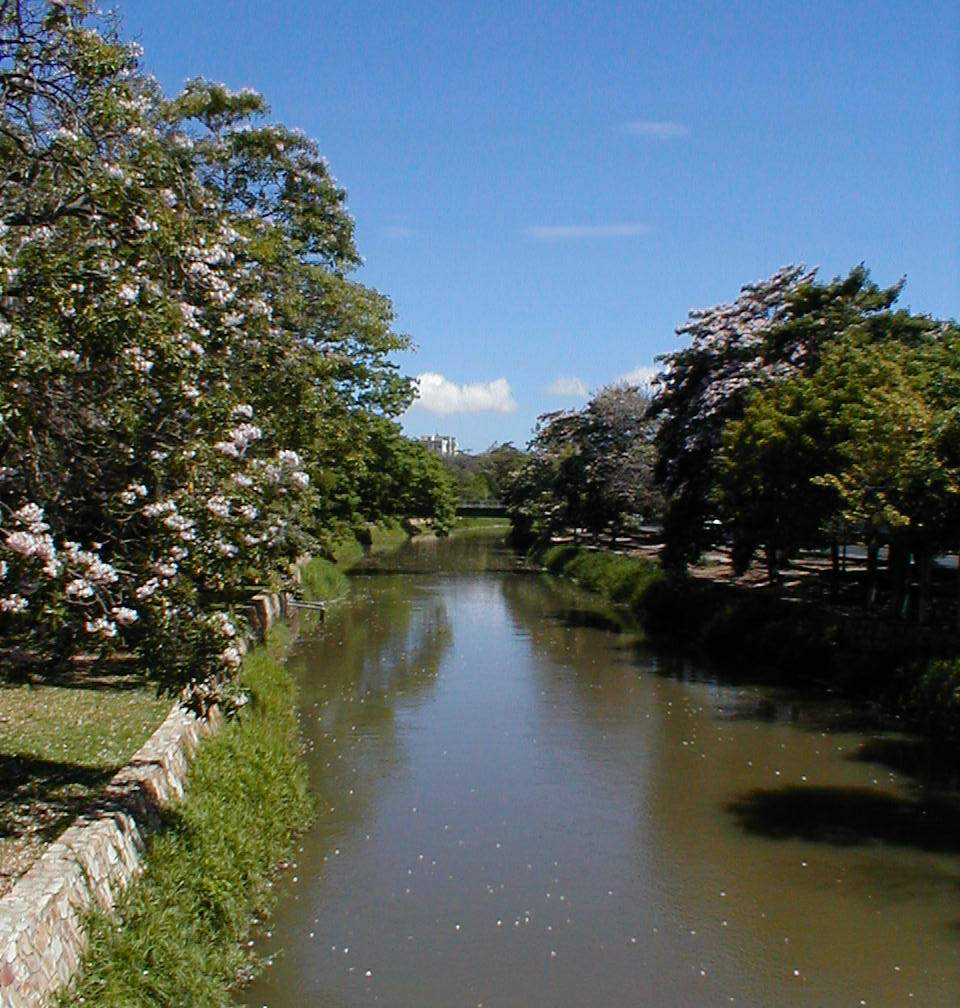
Río Manzanares.

La región fue ocupada originalmente por algunos grupos indígenas que, al parecer, procedían de la cuenca del Orinoco. Los indígenas chaimas y guaiqueríes también habitaban la isla de Margarita. Alexander von Humboldt habla en sus relatos sobre estos indígenas y dice que ellos estaban emparentados con los waraos y que hablaban una forma del idioma warao. Los españoles que buscaban perlas en el poblado de Nueva Cádiz, en la isla de Cubagua, desde 1500 se proveían de agua dulce en el Puerto de las Perlas, poblado que dio origen a la ciudad en el río Cumaná y donde también se extraía la riqueza perlífera de la zona, junto a los indígenas, en una isleta del río, al que ellos bautizaron como «Manzanares», en conmemoración del río que atraviesa Madrid. Por ello, necesitaban que el acceso al río estuviera libre de posibles ataques por lo que el rey Fernando El Católico mandó a construir el fuerte de Santa Cruz de la Vista. En 1501 un grupo de frailes franciscanos estableció una misión en Puerto de Perlas la primera en el Reino de Tierra Firme del Nuevo Mundo. Esta misión fue atacada en numerosas oportunidades por los indígenas de la zona. A comienzos de ese año llegó otra expedición, compuesta de dos naves, con Rodrigo de Bastidas y Juan de la Cosa, que realizaron trueques con los indígenas.
Cumaná es la ciudad más antigua entre las que aún están en pie, de las ciudades fundadas en tierra firme del continente americano. Fue fundada en 1515, como fruto de la utopía de un puñado de frailes dominicos y franciscanos liderados por los frailes Pedro de Córdoba y Antonio de Montesinos que soñaban con una evangelización pacífica, sin la presencia de soldados y comerciantes. El 3 de octubre de 1515, un grupo de indígenas cumanagotos liderado por el cacique Maragüey, se alzó con violencia, destruyendo el convento y matando a los frailes que se hallaban en él vengándose de la incursión de esclavistas españoles cerca de la zona. Aproximadamente el 27 de noviembre del año 1515, fray Pedro de Córdoba volvió a levantar los conventos y el poblado, dotándolos de templo y escuela, dejando nuevos frailes franciscanos que prosiguieron con la enseñanza de los niños indígenas. Cuando la noticia llegó a Santo Domingo de nuevos alzamientos indígenas, la Real Audiencia envió a Gonzalo de Ocampo al frente con un grupo de soldados, con la misión de pacificar la zona a como diera lugar. Fue la primera ciudad europea en América del Sur llamada La Primogénita en 1520.
Gonzalo de Ocampo hizo diversas entradas contra los indígenas, apresó y ajustició a un buen número de ellos y comenzó a reconstruir una fortaleza llamada Santa Cruz de la Vista y a traer más pobladores a Cumaná, a la cual él llamó «Nueva Toledo». 
A la sombra de la fortaleza, los frailes rehicieron su convento. En él se hospedarían fray Pedro de Córdoba y fray Bartolomé de las Casas, que andaban denunciando los abusos que se cometían contra los indígenas en el Nuevo Mundo. Otros alzamientos indígenas y el fuerte terremoto de 1530 debilitaron las fundaciones españolas, retrasando el establecimiento definitivo del gobierno de Cumaná. En 1562, fray Francisco de Montesinos levantó con lo que quedaba de la Nueva Toledo de Ocampo, la ciudad, a la que rebautizó Nueva Córdoba. Finalmente, en 1569, el conquistador Diego Fernández de Serpa estableció el gobierno definitivo de la ciudad que bautizó como Cumaná, nombre que ha perdurado hasta el presente.

### Colonización europea
Gonzalo de Ocampo nombra a Cumaná como poblado español en el año 1521, aunque desde 1500 se le conocía como Puerto de las Perlas debido al asentamiento de españoles que se dedicaban a la extracción de perlas en la zona junto a los indígenas, por lo que el rey Fernando el Católico mandó a construir el fuerte de Santa Cruz de la Vista, y desde 1513 misioneros franciscanos y dominicos enviados por fray Pedro de Córdoba desde Santo Domingo comenzaron a poblarla y evangelizarla.  Según los relatos históricos, el convento en el que habitaban los religiosos dominicos es destruido durante una rebelión indígena liderada por el Cacique Maragüey. Aproximadamente el 27 de noviembre del año 1515 fray Pedro de Córdoba volvió a levantar los conventos y el poblado de Nueva Córdoba, dotándolos de escuela y dejando nuevos frailes franciscanos que prosiguieron con la enseñanza de los niños indígenas. Fue la primera ciudad europea en América del Sur llamada La Primogénita en 1520. Ocampo restaura el fuerte de Santa Cruz de la Vista en 1520 y nombra a esta población como Nueva Toledo de Cumaná. Una segunda rebelión daña nuevamente el fuerte en 1521 cuando llega fray Bartolomé de las Casas con la intención de colonizar en forma pacífica la región, sin embargo, las disputas con Ocampo lo obligan a retornar a Santo Domingo en 1522. En 1521 el capitán Jácome Castellón levanta de nuevo el fuerte y en 1523 fundó la ciudad que se llamó la gloriosa Santa Inés de Nueva Córdoba.
En 1530 Nueva Córdoba se ve azotada por un terremoto. La ciudad tiene que ser reconstruida por sus habitantes. Dados los acontecimientos sucedidos en Cubagua en el año 1543, cuando este pueblo es invadido por piratas franceses, Nueva Toledo sufre un estancamiento en su desarrollo. En 1562 es nombrado alcalde fray Francisco Montesinos. En 1569, Diego Hernández de Serpa renombra a la población como Cumaná (nombre que según la lengua que hablaban sus primeros pobladores significaba «unión de mar y río») y comienza a gobernarla. El 2 de julio de 1591 el rey Felipe II concede a Cumaná el título de ciudad y le otorgó un escudo de armas, coronado por la patrona Santa Inés.
La familia de Juan Rangel Sanguino, compuesta por él, su mujer María Durán, su suegro Esteban García, cuatro hijas entre 18 y 22 años, y un hijo de 9, llegaban a Cumaná en 1569, en la expedición que había organizado Diego Hernández de Serpa para la colonización del territorio de la Nueva Andalucía que le había sido adjudicado a este conquistador.
La provincia de la Nueva Andalucía fue, sin duda alguna, la gobernación más importante en el oriente del país. En torno a ella giraron las demás gobernaciones, en una u otra forma: Guayana, Trinidad, Margarita. Puede afirmarse que la gobernación neoandaluza comprendió los territorios actuales de los estados Anzoátegui, Monagas y Sucre. Guayana y Trinidad fueron provincias de la gobernación en diversas ocasiones, pero históricamente conservan una individualidad que les da fisonomía especial, lo que no podrá ocurrir con Barcelona, actual capital del estado Anzoátegui, y en cuyo territorio se forjó una provincia efímera en un momento dado.
Desde las expediciones de los conquistadores se dieron varios nombres a diversas tierras orientales, con denominaciones que habrán de incluirse en la gobernación de Nueva Andalucía. Además de Trinidad, de Guayana y de Paria, que son las más perdurables, aparece Maracapana, una provincia que abarca toda la costa de los cumanagotos y Píritu. Cumaná será, no obstante, la palabra clave, porque se da a la costa donde desemboca el río Manzanares, al río mismo y, al correr del tiempo, a todas las provincias que formarán la gobernación.
La designación de Nueva Andalucía queda clara a partir de la capitulación firmada con Diego Hernández de Serpa: trescientas leguas de costa entre el Orinoco y el Amazonas, (el Marañón o Amazonas) fue la línea divisoria entre Venezuela y Brasil, (esta provincia fue toda la inmensa región comprendida entre el Orinoco y el Amazonas, puesta la vista en la línea de Tordesillas, que da a Portugal sólo la panza de Brasil, al este de aquel meridiano. Sobre la fijación del Amazonas como límite de esa provincia, no hay dudas en el ánimo real. (Cada nombramiento alude a ello). Este territorio fue cedido a Brasil por el conuquero Santos Michelena, (según él, teníamos demasiada tierra) más el «girón de tierra» que va del Orinoco hasta el Morro de Unare. En la práctica, ese girón de tierra será la gobernación, con centro en la ciudad de Cumaná, es decir, que el límite Sur estará formado por el Orinoco, y su continuidad por el Caño Mánamo, el desaguadero mayor en el norte deltaico. Guayana dará muchos dolores de cabeza y permanecerá impenetrable durante largos años. El oriente es Cumaná fundamentalmente.
El nombre de Nueva Andalucía comienza a tomar fuerza con las capitulaciones de Juan de Espés, firmada en Madrid el 11 de marzo de 1536; pero solo a partir de Fernández de Serpa —1568— adquiere una clara dimensión y una aplicación práctica, aunque a veces la primera documentación incluya también a Guayana, como, en efecto, estaba incluida. Sólo que Guayana se convertirá en una gobernación particular, con su fisonomía propia, a partir de las expediciones de Antonio de Berrío a fines del siglo XVI.
El nombre de Nueva Andalucía, como muchos otros nombres que recordaban la patria antigua, rejuvenecida en el cariño de los conquistadores y pobladores, se usó en diversas oportunidades y variados sitios. En 1510 se llamó así a la gobernación cedida a Ojeda, una franja situada entre el cabo de la Vela (península de la Goajira) y el golfo de Urabá, (tierra que Venezuela perdió en 1941 a raíz del Tratado de Demarcación de Fronteras y Navegación de los ríos comunes entre Colombia y Venezuela durante la presidencia de Eleazar López Contreras); luego, en 1536, la gobernación de Espés «doscientas leguas de costa en la tierra firme, que comience desde el río que llaman Salado, que está cerca del golfo de Paria…»; después, la gobernación entregada a Francisco de Orellana, capitulación firmada en Madrid el 13 de febrero de 1544, sobre territorio al sur del Amazonas; y, finalmente, la gobernación de Hernández de Serpa, en 1568, que adquiere una dimensión histórica, a tal punto, que en 1779 se publicará la Historia corográfica, natural y evangélica de la Nueva Andalucía, escrita por fray Antonio Caulín, uno de los más hermosos libros de la literatura venezolana provincial.

### Evangelización

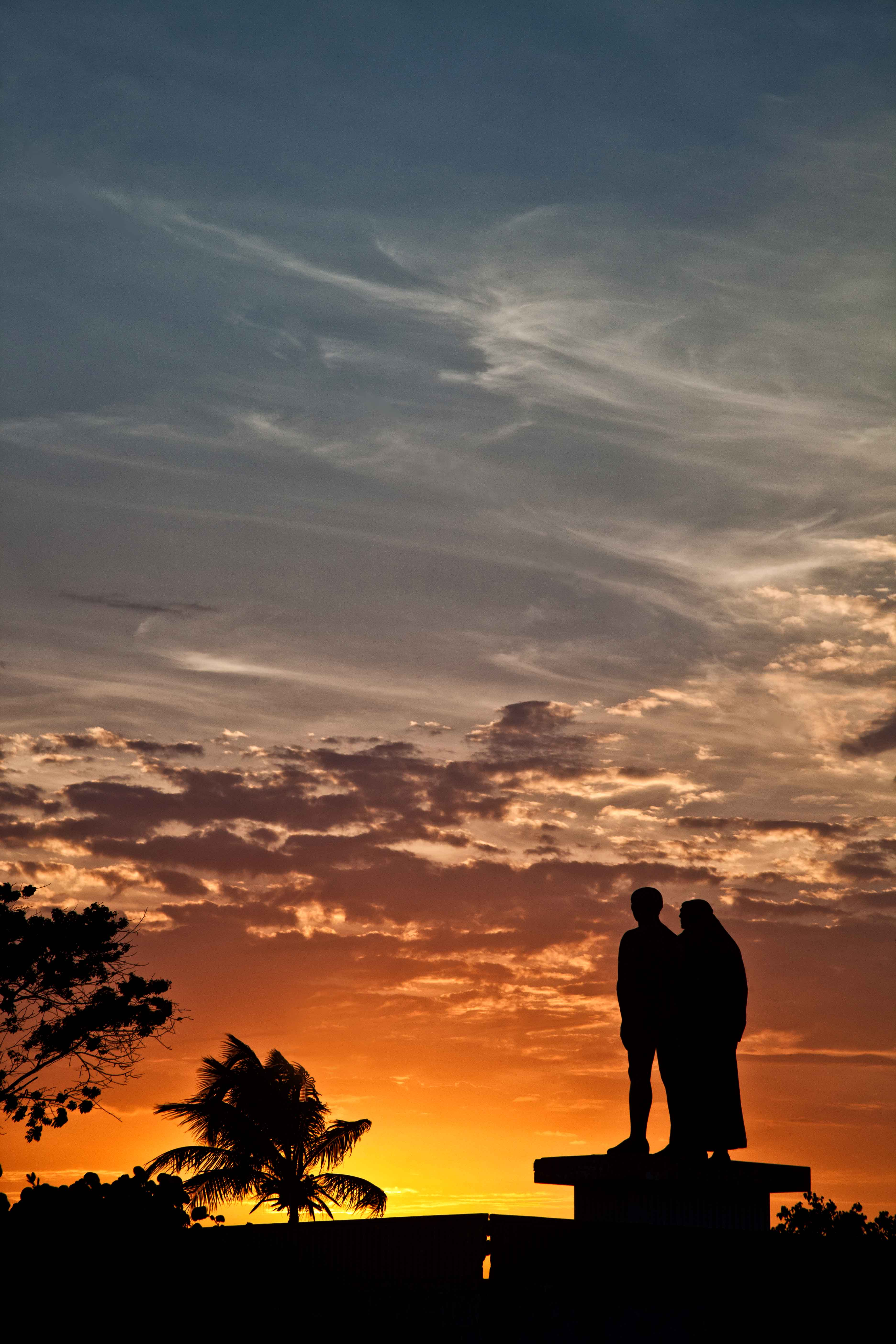
Fundación de Cumaná, el Monje y el Indio

Antes de noviembre de 1514, ya se encontraban en las costas de Cumaná los misioneros franciscanos y dominicos, quienes laboran mancomunadamente para evangelizar a los indígenas de la zona. Por Cumaná comenzó la penetración del evangelio en tierra firme americana sin interrupción desde 1515 y el 17 de mayo de 1519 el rey solicitó al papa la creación de la diócesis de Paria en la costa oriental de Venezuela. El papa erigió la diócesis y nombró obispo al pariente de Adriano VI, Pedro Barbirio, quien no viajó a establecer la diócesis y el proyecto no se concretó y fue abandonado antes de 1521.  Los franciscanos establecieron sus casas en las cercanías de lo que es hoy Cumaná, y los dominicos, diez leguas al oeste, en Chichirivi. El ensayo evangelizador de los dominicos termina en 1520, por levantamientos, saqueos y muertes ocasionadas por los indígenas. Otros intentos, de igual carácter misional, se hacen en 1531 y en 1541.
En 1521, el capitán Gonzalo de Ocampo construye una mala fortaleza en las bocas del río Manzanares, que fray  Bartolomé de Las Casas llamó Nueva Toledo. En 1521, Jácome de Castellón edificó una fortaleza en regla sobre las ruinas de la anterior. Queda destruida parcialmente por el terremoto de 1530. La primera ciudad fundada, que permanece hasta nuestros días, se llamó Nueva Córdoba hasta 1591, cuando se transforma en Cumaná y se le concede un nuevo escudo de armas. El refundador fue el dominico fray Francisco de Montesinos; la fecha exacta, el 1 de febrero de 1562. Desde ese día la ciudad se normaliza del todo. El documento fundacional se conserva bajo el título de «Elección y nombramiento de la justicia y regimiento y los demás oficiales del nuevo pueblo de Córdoba en las riveras e puertos del río de Cumaná en la costa de la tierra firme». Es una ciudad sola, sin gobernación, caso único también, pues se trataba de poblar antes de fundar la misión. La ciudad servirá de base y de capital a la gobernación que se creará en 1568. Comienza el documento de este modo: «En primero de febrero de mil y quinientos e sesenta y dos años, estando juntos a campana tañida los vecinos y moradores que al presente se hallaron en este nuevo pueblo de Córdoba que vinieron con el muy reverendo padre fray Francisco Montesinos, de la Orden de Santo Domingo, provincial que al presente es de la provincia de Santa Cruz […]» Y de inmediato esos primeros vecinos autorizaron de viva voz y por escrito, libremente, democráticamente, al fundador, para que formase república, es decir, para que eligiese las autoridades que debían gobernar al nuevo pueblo. Eran veinte vecinos españoles, algunos con «su mujer e hijos e casa», y nueve indios cristianos con su gente. De acuerdo con la ley y muchas veces, de acuerdo también con la práctica, como en esta oportunidad, los indios eran vasallos en igualdad de condiciones a los peninsulares, a los españoles de cualquier parte.
Después de fundada Nueva Córdoba debía proceder Montesinos a penetrar la tierra que denominan de los aruacas en la documentación. En efecto, el oriente estaba poblado por los arawacos, de diversa cultura. La Real Audiencia de Santo Domingo proveyó un auto de notificación para el fundador, fechado el 21 de mayo de 1562; pero para entonces la Orden había eliminado de la escena al fraile. La ciudad se mantuvo en pie hasta la llegada de Fernández de Serpa.

### Gobernación de Nueva Andalucía
El 24 de noviembre de 1569 llegó el primer gobernador de la provincia de Nueva Andalucía, creada por real cédula de 27 de mayo de 1568. Le cambia de nombre a la ciudad, que denomina expresamente Cumaná, aunque el hábito fue más poderoso, de manera que el de Nueva Córdoba se mantuvo largos años en la práctica. Nombra justicia y regimiento. Agrega pobladores y puede contar desde el primer día cuarenta vecinos, cabezas de familia, alojados en 150 casas de paja. Desde el 3 de julio de 1591 recibe expresamente título de ciudad, con privilegio de escudo de armas. Desde entonces obtiene su patente histórica para no perder más el nombre, y ahí está, con su hermosa carga a cuestas.
Antes de 1562, ningún poblado logra su arraigo definitivo, apenas Cumaná subsiste plenamente. Desde el río Unare hasta el Caño Mánamo y desde la costa al Orinoco, será principalmente obra de los misioneros franciscanos y capuchinos a partir de 1650, cuando se establecen ya definitivamente las misiones. En 1585, el capitán Sebastián Díaz Alfaro funda a San Sebastián de los Reyes, entrada de los llanos orientales; en 1586 aparece San Baltasar de los Arias, refundada en 1637 en el sitio que hoy tiene con el nombre de Cumanacoa; su fundador fue el capitán Juan Rengel de Serpa; el 18 de febrero de 1643 la organiza Juan de Urpín; en 1586, Cristóbal Cobo funda a Nueva Écija de San Cristóbal, que recibirá nuevo nombre en 1588, San Felipe de Cumanagotos; el 7 de abril de 1594, el gobernador Francisco de Vides establece a Nuestra señora de Clarines; se junta esta ciudad con San Felipe de Cumanagotos en 1596 y aparece Nueva Frechilla de San Cristóbal de Clarines, que dura setenta y cuatro años. El pueblo de Clarines actual es fundación capuchina, posterior. San Felipe de Austria surgió en 1604; cambia de sitio varias veces hasta consolidarse como Cariaco a partir de 1615.
En 1631 aparece una provincia en los territorios situados entre los ríos Neverí y Unare. Recibirá el nombre de gobernación de Nueva Barcelona, concedida a Juan de Urpín, un catalán «graduado de bachiller en el Derecho canónico, doctor en el civil y abogado de la Real Audiencia de Santo Domingo». Es el fundador de la segunda ciudad en importancia de la Nueva Andalucía, hoy capital del estado Anzoátegui, se llamó Nueva Barcelona, ahora simplemente Barcelona. Fue fundada el 12 de febrero de 1638. Carúpano existe desde 1645. Murió Urpín en 1645; se mantiene la provincia hasta ser incorporada a Nueva Andalucía en 1654. La comunicación entre Caracas y Cumaná quedó expedita con las fundaciones urpinianas, al mismo tiempo que se consolidaba la economía ganadera del siglo XVIII en toda la región oriental, unificada la gobernación cumanesa y extendido su límite occidental hasta el río Unare, orilla de la provincia de Venezuela.
En 1676, el marqués de Maitenon con una flota de 10 buques y 800 bucaneros franceses atacan la isla Margarita y Cumaná. Esta audaz acción motivo a los españoles a la fortificación de Cumana. En junio de 1680, el pirata Michel de Grammont ejecuta con éxito un ataque a Cumaná con una fuerza de 50 hombres. El pirata escapó herido y se refugia en la isla de Aves.
En 1741, la gobernación y capitanía general de Nueva Andalucía comprende tres provincias territoriales: Cumaná, Nueva Barcelona y Guayana. Esta última se apartará de su jurisdicción, como hemos visto. El conjunto de ciudades y villas que integran la gobernación en ese año de 1741 es este: Cumaná, con 4.263 habitantes; San Baltasar de los Arias o Cumanacoa, con 760; San Felipe de Austria o Cariaco, con 1.322; Santo Tomé de Guayana, con 400; la Real fuerza de Araya, con 679; San Miguel de Río Caribes, con 518; Santa Rosa de Carúpano, con 636; Nueva Barcelona, con 3.209; Villa de Nuestra Señora de Belén o Aragua de Barcelona, con 376. Además 14 pueblos de doctrina y 7 de misión.
La ciudad de Maturín, capital del estado Monagas, fue fundada el 7 de diciembre de 1760 por fray Lucas de Zaragoza, en calidad de misión.

## Gobernadores
La armada del gobernador Diego Hernández de Serpa fue la más importante llegada a las provincias de Tierra Firme durante el siglo XVI, y desde luego, en lo que se refiere a la Nueva Andalucía, desde entonces hubo gobierno propiamente tal, con una organización y un destino políticos. En este sentido, Hernández de Serpa es el creador de la provincia y organizador de la ciudad que se mantuvo siempre como cabecera de la gobernación. Don Diego había recibido título de por vida. Muere pronto en una batalla con los indígenas. Lo sustituyen los alcaldes, de acuerdo con la ley y la tradición, mientras se elige nuevo titular. El 15 de junio de 1571, la Real Audiencia de Santo Domingo envía como gobernador interino al capitán Antonio Luis Cabrera, natural de Margarita. Lo sustituirá Adriano Padilla en 1572, hasta el 15 de septiembre de 1573, cuando asume el gobierno en propiedad Garci Fernández de Serpa, hijo de Don Diego. Tuvo dificultades para ser reconocido, ya que tanto el Cabildo como la Audiencia rechazaban las gobernaciones vitalicias. Desaparece hacia 1584, gobiernan los alcaldes y luego un interino, Pedro de Almazán. Otro más le sustituye en 1585, Felipe Torrellas de Linares, quien se mantiene hasta 1587, cuando se nombró titular al portugués Rodrigo Manuel Núñez Lobo.
El 23 de mayo de 1592 se firmó capitulación con Francisco de Vides, a quien se nombra gobernador con derecho a sucesión. Destituido en 1597, le sustituye como interino su teniente Marco Antonio Becerra. El 12 de agosto de 1598 se nombra gobernador titular a Diego Suárez de Amaya, a partir de cuyo gobierno se regulariza la sucesión normal: Pedro Suárez Coronel, 1605; Juan de Haro, 1613; Diego de Arroyo y Daza, 1619, quien edificó el castillo de Araya y derrotó a los holandeses invasores en 1622 y 1623; Cristóbal de Eguino y Mallea, 1626; Enrique Enríquez de Sotomayor, 1631; Benito Arias Montano, 1633; Fernando de la Riva Agüero, 1643; Gregorio de Castelar, 1645; Pedro Brizuela, 1652. Y así, dentro del Estado de derecho, hasta los últimos, donde figuran nombres como el de Antonio de Sucre, interino en 1792; Vicente Emparán, quien tomó posesión el 22 de diciembre de ese año y gobernó con probidad y acierto hasta el 6 de junio de 1804. Estará en Caracas el 19 de abril de 1810, con rango de presidente de la Audiencia, gobernador y capitán general de Venezuela.
Juan Manuel Cagigal sustituye a Emparán hasta 1809. Su sucesor, Lorenzo Fernández de la Hoz, duró sólo meses. El titular siguiente, Eusebio Escudero, fue nombrado por la Junta Suprema a nombre del rey Fernando VII. Gobernó hasta el 27 de abril de 1810, cuando se establece una junta que gobierna hasta 1811, sustituida por un supremo poder legislativo. Un poder ejecutivo formado por Vicente Sucre, presbítero Diego Botino y José Leonardo Alcalá, ejerce en aquel año, hasta haber sido nombrados José Miguel Alcalá, Vicente Sucre y José Ramírez, en las elecciones celebradas el 14 de mayo de 1812. La provincia intentaba un camino propio, paralelamente a Caracas. El ejecutivo plural gobernó hasta agosto, cuando Cumaná y las otras provincias venezolanas regresaron a manos realistas.
Se suceden en el gobierno cumanés, partir de 1812, Emeterio Ureña hasta el 1813, nombrado por Domingo Monteverde; Francisco Javier Cervériz; Eusebio Antoñanzas; Francisco Azcue; Gaspar Miguel Salaverría; Juan Cini y Tomás Cires. Este último fue designado el 4 de febrero de 1815 y ejerció el cargo hasta enero de 1820. Cires es nombrado «por cuanto hallándose vacante el gobierno e intendencia de Cumaná en la provincia de Nueva Anadalucia por salida del coronel don Francisco Escudero […]», como si las cosas no hubieran dado ya un vuelco definitivo, con la guerra que mantiene vivos esos nombres en la memoria del pueblo, contraluces frente a los héroes patrios de la región, Santiago Mariño, el primero, hombro a hombro con Simón Bolívar en aquellos bravos días.
El 27 de enero de 1820 fue nombrado Antonio Tobar, quien gobierna hasta el 14 de abril de 1821. Desde ese día hasta el 16 de octubre del mismo año gobernó el coronel José Caturla, quien capituló ante el general José Francisco Bermúdez, que sitiaba la ciudad desde agosto. Es ya el tiempo del cambio, que comienza con Diego Vallenilla y José Grau. Nueva Andalucía desaparece para dar paso a Cumaná como Capital del departamento del Orinoco en la República de la Gran Colombia, Bolívar a la cabeza.
Consultas: Archivo General de Indias.
Cédulas de la monarquía española relativas a la parte oriental de Venezuela.
Real Audiencia de Santo Domingo.

### SigloXVIIIyXIX

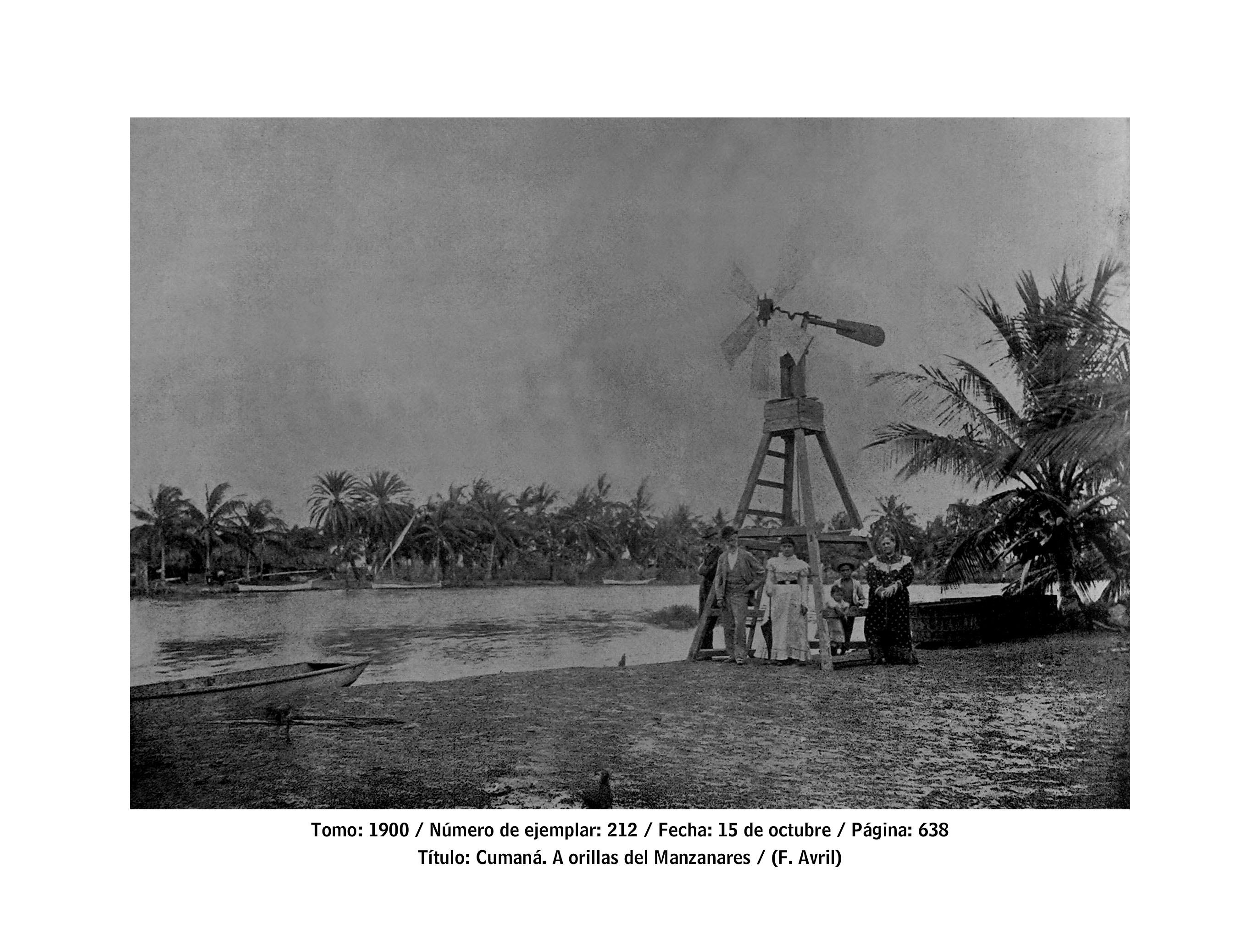
Río Manzanares a finales del

En 1726 se crea la Provincia de Cumaná integrada por los territorios de: Cumaná, Guayana, Barcelona, Maturín y la isla de Trinidad. Esta organización se va desintegrando al convertirse Guayana en provincia independiente. En 1766 tiene lugar un terremoto muy importante que destruye la ciudad. En el año de 1777 se crea la Capitanía General de Venezuela, formada por siete provincias, entre las cuales se encontraba la Provincia de Cumaná. En 1797 ocurre un nuevo terremoto que vuelve a destruir casi todos los edificios de la ciudad.
Los naturalistas Pehr Loefling y Alexander von Humboldt llegan a Cumaná en 1754 y 1799 respectivamente. Ambos permanecen en esta ciudad durante varios días y realizan numerosas observaciones sobre la geología, la fauna, la flora y la sociedad de toda la región de Oriente. Relata Humboldt que en ese tiempo aún había una población de indígenas guaiqueríes en la entrada de la ciudad propiamente, aunque estos ya solo hablaban castellano
Después de los acontecimientos sucedidos en Caracas en abril de 1810, llegan a Cumaná dos comisionados del Cabildo de Caracas y se convoca una reunión para constituir una Junta de Gobierno Provisional que posteriormente asume el gobierno de la Provincia. Al formarse la Gran Colombia Cumaná fue capital del gran Departamento del Orinoco. Al momento de disolverse la Gran Colombia y José Antonio Páez asumir la presidencia de Venezuela, el país se divide en 11 provincias, una de ellas es Cumaná, que a su vez se divide en Cumaná, Cariaco, Carúpano, Río Caribe, Güiria, Aragua de Maturín y Barrancas. Luego se forma el Estado de Oriente con capital en Cumaná.
En 1835, José María Vargas asume la presidencia en Venezuela. El 25 de julio de ese año, Cumaná se une como partidaria de la revolución que quiere derrocar al presidente. En 1851 se producen una serie de disturbios que desean deponer al presidente José Gregorio Monagas intentándose la independencia y separación del resto del país. En 1853, un terremoto destruye gran parte de Cumaná. El movimiento contra el presidente no logra derrocarlo. En 1856, José Tadeo Monagas es elegido presidente y se separan Cumaná y Maturín en una nueva división territorial.

## Historia contemporánea
- 9 de julio de 1997, se reportó un terremoto de magnitud 7.0 en la escala de Richter por aproximadamente un minuto ocasionando 73 muertos en todo el estado.[10] Las fuertes imágenes de la tragedia en la ciudad de Cumaná fueron ampliamente difundidas por los medios de comunicación nacional.[11]
- 30 de julio de 2017, se reportó al menos un muerto en el estado, mientras se realizaban las elecciones a la Asamblea Nacional Constituyente.[12]

## Arquidiócesis de Cumaná

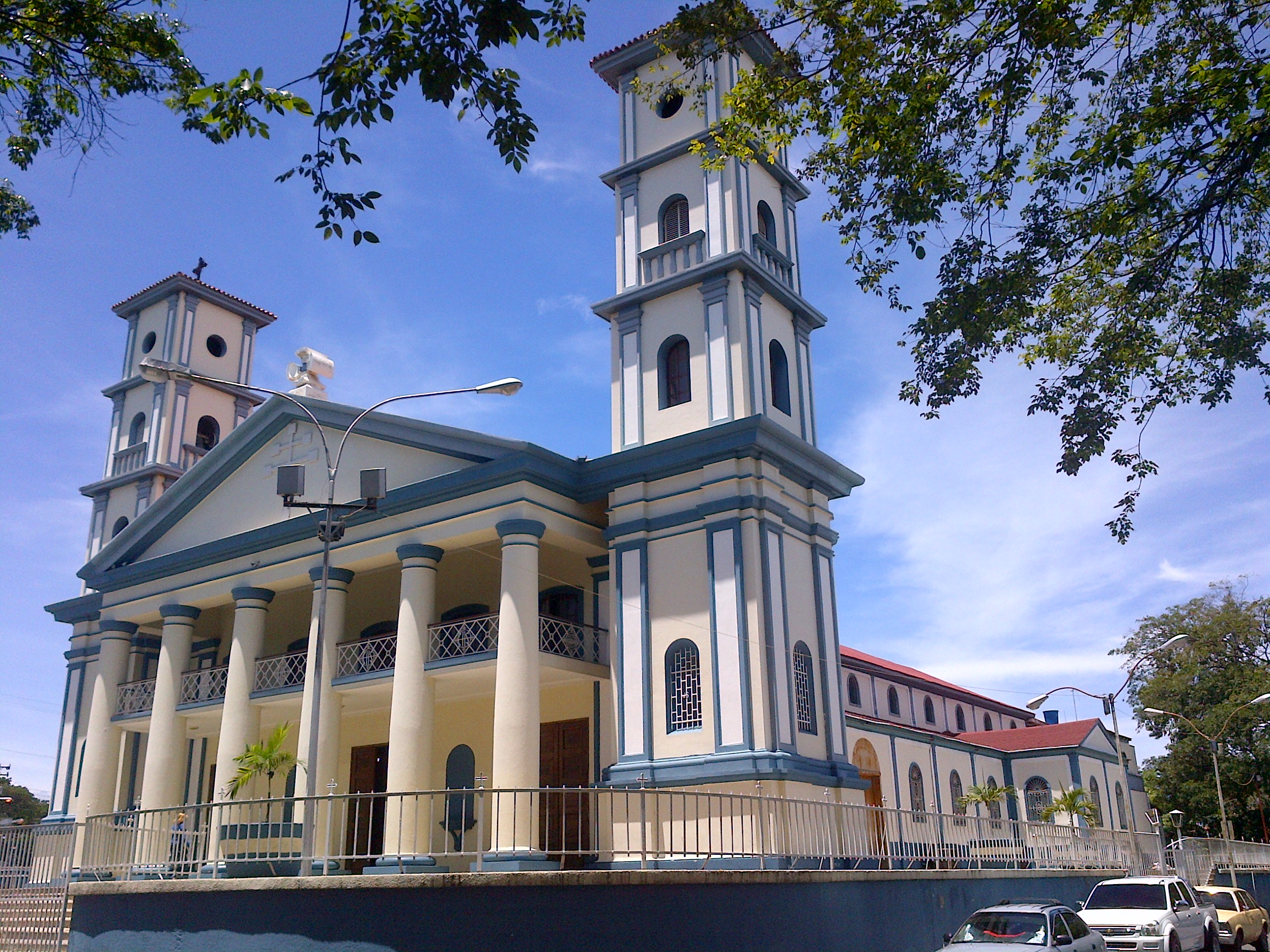
Iglesia Catedral de Cumaná, Venezuela.

Por Cumaná comenzó la penetración del evangelio en el continente americano de manos de los frailes franciscanos aproximadamente por el año de 1501, seguidos de los dominicos en 1513. Esta intensa actividad evangelizadora los llevó a la fundación de Cumaná en 1515, por parte de fray Pedro de Córdoba. A los fines de consolidar las misiones en la zona, el Papa León X creó en 1519 la primera Diócesis de tierra firme con el nombre de Paria y con sede en la ciudad de Cumaná, nombrándose como obispo titular a Pedro Barbirio, amigo de Erasmo de Róterdam y familiar del Papa Adriano VI, el cual, por diferentes situaciones, no pudo tomar posesión de la diócesis. Más tarde en el siglo XVIII se anunció la creación de la diócesis de Cumaná pero por razones estratégicas las autoridades civiles pidieron que se creará en Guayana para frenar la penetración inglesa por el este. La diócesis de Cumaná se erigió el 12 de octubre de 1922, mediante la bula pontificia Ad munus, de Pío XI, y fue su primer Obispo Monseñor Sixto Sosa Díaz. El Papa Juan Pablo II reconoció, en su primera visita apostólica a Venezuela, que por Cumaná había empezado la evangelización de la tierra firme del continente americano, lo que lo llevó a elevarla al rango de Arquidiócesis en 1992, haciendo justicia histórica con la ciudad, pasando a ser la metrópoli de la Provincia Eclesiástica de Cumaná, formada por la Arquidiócesis de Cumaná, la Diócesis de Margarita, la Diócesis de Barcelona, la Diócesis de Carúpano y la Diócesis de El Tigre. Provisionalmente, también la Diócesis de Valle de la Pascua formó parte de esta jurisdicción eclesiástica. En el 2018, se crea la diócesis de El Tigre, también como sufragánea de Cumaná. La historia cristiana de América continental comenzó junto a la historia de Cumaná, donde por lo demás se había oficiado la primera misa en tierra firme americana. Su patrona principal es Santa Inés, virgen y mártir; sus copatrones históricos son San Francisco de Asís, Nuestra Señora del Carmen y San Juan Bautista.[cita requerida]

## Localización
| Noroeste: Mar Caribe                                | Norte: Isla de Margarita/ Araya | Nordeste: Golfo de Cariaco             |
| Oeste: Mar Caribe/ Parque Nacional Mochima/ Caracas |                                 | Este: El Peñón (Venezuela)/ Mariguitar |
| Suroeste: Puerto La Cruz                            | Sur: Cantarrana/ San Juan       | Sureste: Cumanacoa                     |

## Clima
| Parámetros climáticos promedio de Cumaná, Venezuela               | Parámetros climáticos promedio de Cumaná, Venezuela | Parámetros climáticos promedio de Cumaná, Venezuela | Parámetros climáticos promedio de Cumaná, Venezuela | Parámetros climáticos promedio de Cumaná, Venezuela | Parámetros climáticos promedio de Cumaná, Venezuela | Parámetros climáticos promedio de Cumaná, Venezuela | Parámetros climáticos promedio de Cumaná, Venezuela | Parámetros climáticos promedio de Cumaná, Venezuela | Parámetros climáticos promedio de Cumaná, Venezuela | Parámetros climáticos promedio de Cumaná, Venezuela | Parámetros climáticos promedio de Cumaná, Venezuela | Parámetros climáticos promedio de Cumaná, Venezuela | Parámetros climáticos promedio de Cumaná, Venezuela |
| Mes                                                               | Ene.                                                | Feb.                                                | Mar.                                                | Abr.                                                | May.                                                | Jun.                                                | Jul.                                                | Ago.                                                | Sep.                                                | Oct.                                                | Nov.                                                | Dic.                                                | Anual                                               |
| ----------------------------------------------------------------- | --------------------------------------------------- | --------------------------------------------------- | --------------------------------------------------- | --------------------------------------------------- | --------------------------------------------------- | --------------------------------------------------- | --------------------------------------------------- | --------------------------------------------------- | --------------------------------------------------- | --------------------------------------------------- | --------------------------------------------------- | --------------------------------------------------- | --------------------------------------------------- |
| Temp. máx. media (°C)                                             | 31.1                                                | 32.9                                                | 32.9                                                | 33.9                                                | 35.9                                                | 37.9                                                | 38.9                                                | 39.7                                                | 39.9                                                | 35.8                                                | 33.9                                                | 31.7                                                | 39                                                  |
| Temp. media (°C)                                                  | 24                                                  | 25                                                  | 25                                                  | 24                                                  | 26                                                  | 26                                                  | 27                                                  | 25                                                  | 25                                                  | 26                                                  | 25                                                  | 23                                                  | 25.1                                                |
| Temp. mín. media (°C)                                             | 20.0                                                | 20.6                                                | 21.7                                                | 22.8                                                | 23.3                                                | 22.8                                                | 22.8                                                | 22.8                                                | 22.8                                                | 22.8                                                | 22.2                                                | 21.1                                                | 22.1                                                |
| Temp. mín. abs. (°C)                                              | 18                                                  | 18                                                  | 19                                                  | 20                                                  | 19                                                  | 18                                                  | 17                                                  | 17                                                  | 18                                                  | 19                                                  | 19                                                  | 16                                                  | 16                                                  |
| Precipitación total (mm)                                          | 7.6                                                 | 2.5                                                 | 2.2                                                 | 7.6                                                 | 48.25                                               | 51.8                                                | 68.9                                                | 86.9                                                | 83.8                                                | 58.4                                                | 43.2                                                | 22.9                                                | 622.3                                               |
| Fuente: The Weather Channel Interactive, Inc. 11 de abril de 2024 |                                                     |                                                     |                                                     |                                                     |                                                     |                                                     |                                                     |                                                     |                                                     |                                                     |                                                     |                                                     |                                                     |

## División político-administrativa

Área Metropolitana de Cumaná, Av. Cacique Maragüey

La ciudad está dividida en Siete (7) Parroquias las cuales forman parte del Municipio Sucre del cual Cumaná también es capital, éstas son: Valentín Valiente, Altagracia, Santa Inés, San Juan, Ayacucho, Gran Mariscal, y Raúl Leoni.

## Comunicaciones

### Vía terrestre
Cumaná está ubicada en la costa del estado Sucre, con vista hacia el Mar Caribe. Los accesos terrestres más significativos son los siguientes: Desde el estado Anzoátegui, la ciudad puede ser accedida a través de la Troncal 09; desde el estado Monagas por el municipio Montes, se puede acceder desde la Local 01. Hacia el oeste, Cumaná está conectada con las ciudades de Puerto La Cruz, Barcelona y Lecherías. A través de esta ruta se puede llegar a Caracas, y viceversa. Hacia el este, La ciudad se comunica con el resto del estado Sucre, así como con el estado Monagas y su capital, Maturín. Hacia el este también se encuentra el acceso terrestre a las penínsulas de Araya y Paria, así como hacia los poblados de Río Caribe, Carúpano, El Pilar y Casanay; cuenta con tres terminales terrestres dos extra-urbanos ubicados en la av. las palomas y en la Autopista Antonio José de Sucre y uno urbano en el centro de la ciudad.

### Vía marítima

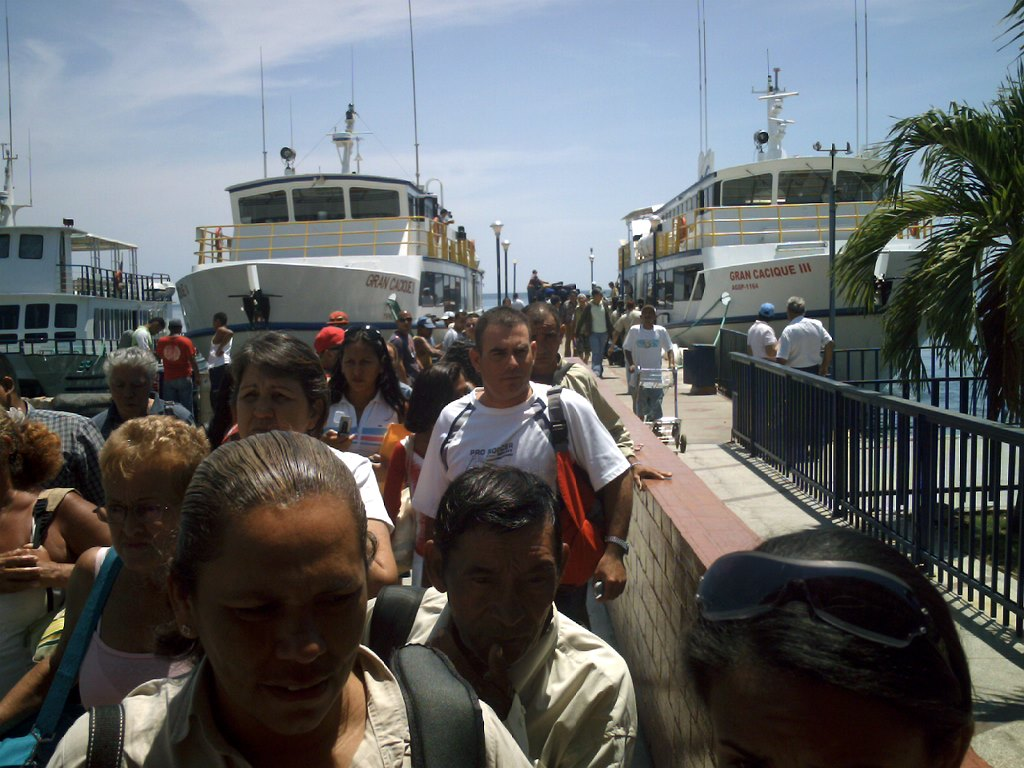
Lanchas Cumana Venezuela

Cumaná dispone de varios puertos que, en su mayoría, se encargan del comercio, transporte y albergue de embarcaciones. A nivel de pasajeros, Cumaná dispone de transporte marítimo para uso particular y público hacia la isla de Margarita, los poblados de Araya y de Manicuare en la península de Araya. Este servicio de transporte es prestado por las compañías venezolanas privadas de transporte marítimo Navibus y Naviarca. También existen varios terminales particulares para embarcaciones de tamaño reducido (llamados coloquialmente tapaítos). Anteriormente, Conferry también prestaba servicio hacia la Isla de Margarita desde esta ciudad, no obstante, esto desapareció dada la obsolescencia y deterioro de las embarcaciones y la no disponibilidad de nuevas unidades.

### Vía aérea
Cumaná cuenta actualmente con el Aeropuerto Internacional Antonio José de Sucre, desde el cual se puede acceder a la capital. A nivel nacional, la mayoría de los vuelos hacia Cumaná parten de otras ciudades del país, como Caracas. El aeropuerto Antonio José de Sucre no cuenta actualmente con acceso internacional; debido a esto, la única forma de acceder a la ciudad es a través de otros aeropuertos internacionales ubicados en el país, como el Aeropuerto Internacional Simón Bolívar de Maiquetía, en el estado Vargas, o el Aeropuerto Internacional General en Jefe Santiago Mariño, en la isla de Margarita. Actualmente se está trabajando en la segunda pista para habilitar el aeropuerto internacional

## Patrimonio

### Basílica de Santa Inés

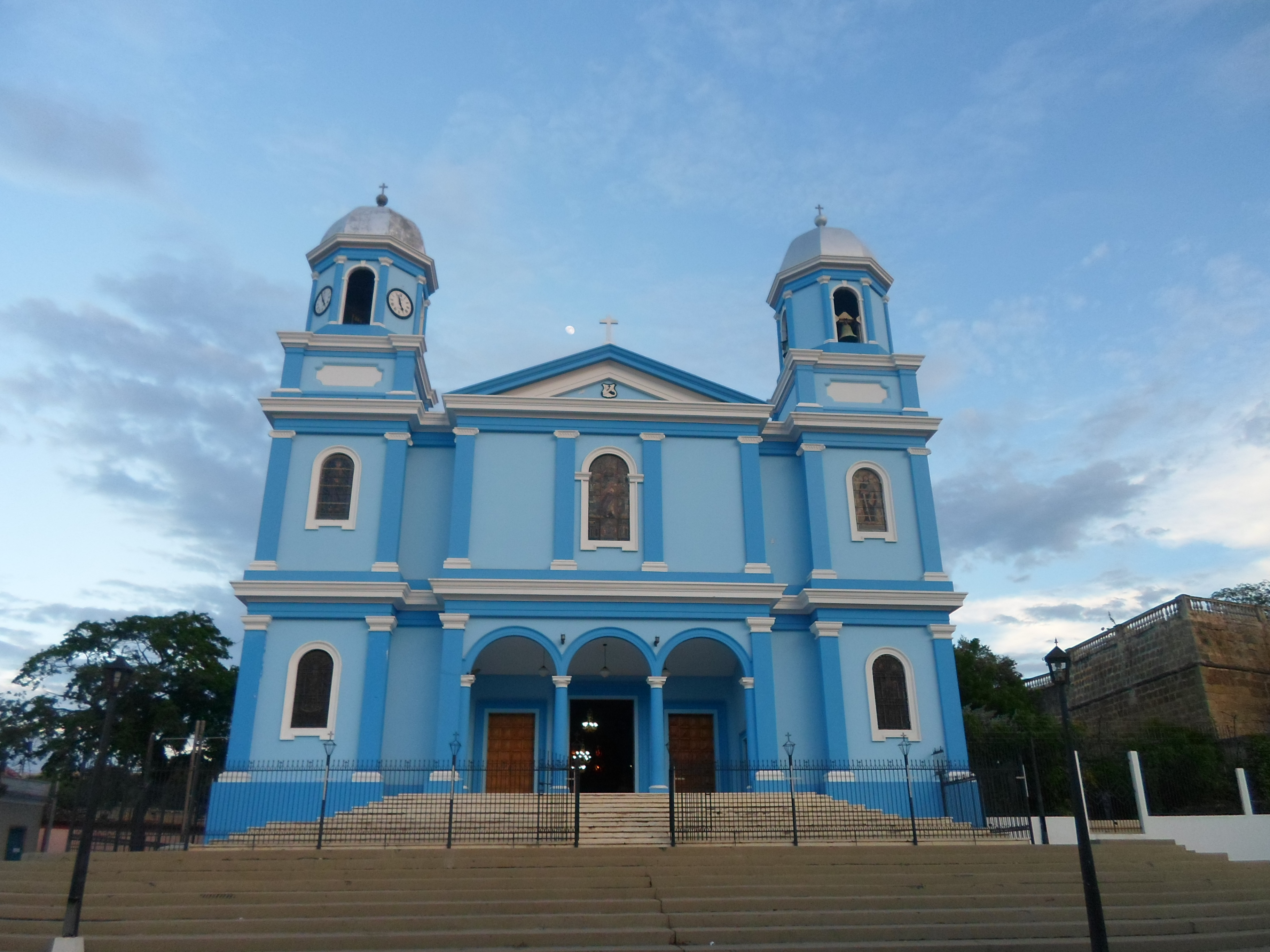
Basílica de Santa Inés

La Basílica de Santa Inés es la más antigua de la ciudad. Restaurada hacia 1853, esta iglesia está ubicada en el barrio de San Francisco, justo al lado de las ruinas del Castillo de Santa María de La Cabeza. Cabe destacar que la iglesia de Santa Inés no fue la primera en ser construida; la Iglesia de Nuestra Señora del Carmen, la cual se ubicaba entre los dos castillos de Santa María y de San Antonio, fue construida poco después del Asiento Colonial. Esta iglesia fue la primera Catedral de la ciudad, conserva el título de concatedral. El 28 de noviembre de 2023, el papa Francisco la declara Basílica y el 19 de enero de 2024 se realizó la Solemne dedicación del altar y la iglesia por parte de Mons. Jesús González de Zárate Arzobispo de Cumaná, junto a los obispos sufragáneos y al Arzobispo emérito de Coro., en la misma celebración se hizo la lectura oficial del decreto de elevación a Basílica por parte del Canciller de la Arquidiócesis Pbro. Mauricio Rodríguez Gil.
Santa Inés es considerada por la Iglesia Católica como la patrona de la pureza. Es una de las santas más populares de la cristiandad, es probable que haya sido martirizada al principio de la persecución de Diocleciano, quien publicaría sus edictos en marzo del año 303 de nuestra era. Todos los años, una celebración especial es llevada a cabo en la ciudad para venerar a Santa Inés, patrona de la ciudad. El evento consiste en una procesión que recorre el centro de la ciudad y termina en la Iglesia.

### Castillo de San Antonio de la Eminencia

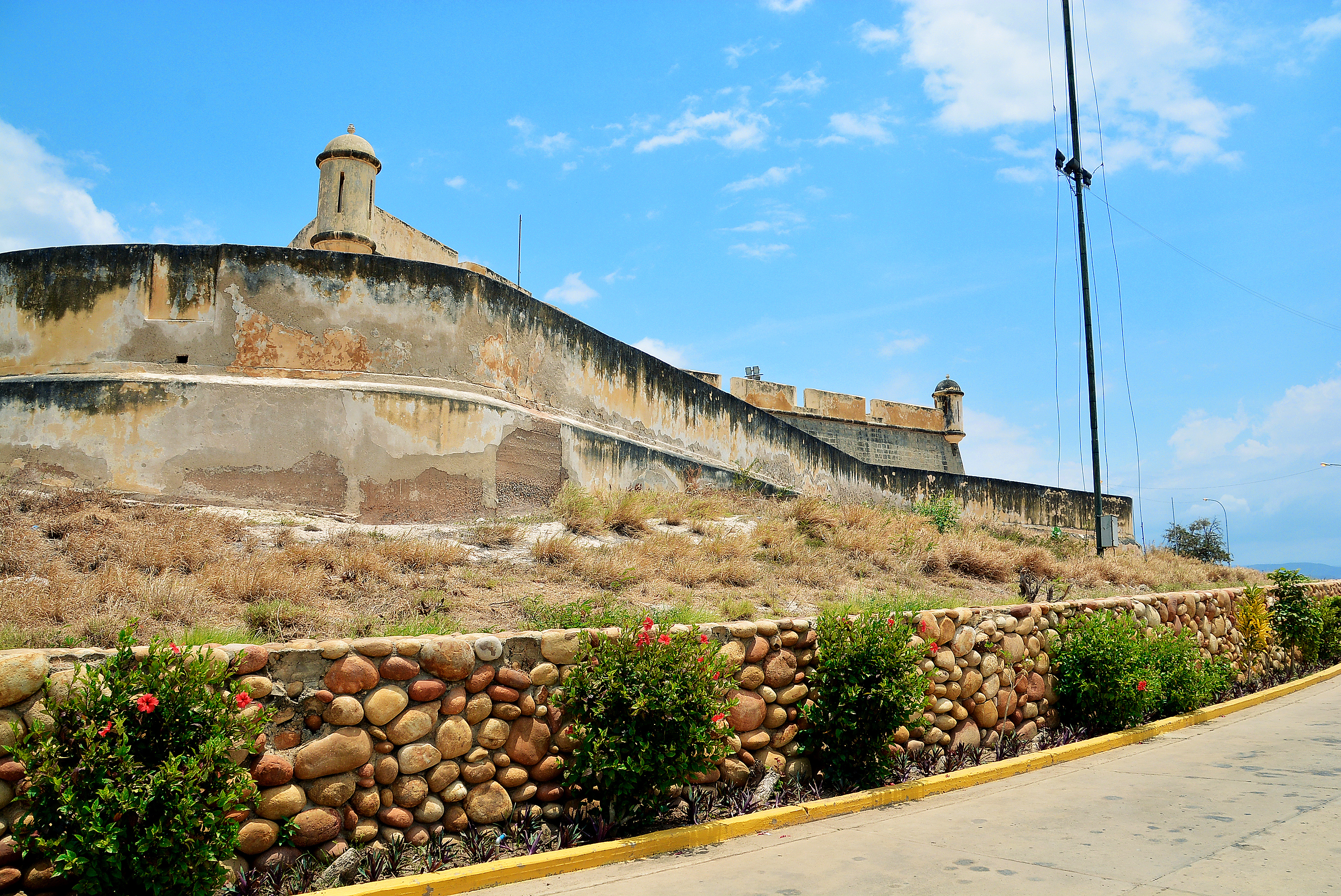
Castillo de San Antonio de la Eminencia

San Antonio de la Eminencia es un castillo colonial construido en el siglo XVII por la monarquía española en Cumaná, Venezuela, para proteger la ciudad de los constantes ataques de los piratas ingleses, franceses y holandeses. Originalmente llamado Careacus, su construcción comenzó alrededor de 1659. La fortaleza se sometió a varias remodelaciones debido a los daños causados por los violentos terremotos que han sacudido a la ciudad en los últimos siglos. Una fortaleza de menor importancia se construyó en 1668; Don Juan de Urtarte, gobernador de la Provincia de Cumaná, solicitó la fortificación de la estructura en 1670.
José Antonio Páez fue detenido en el castillo en 1849 por tomar armas contra el presidente José Tadeo Monagas después de haber liderado un asalto al Congreso en enero de 1848. Páez permaneció en el castillo hasta el 24 de mayo de 1850, cuando es expulsado del país. El castillo fue declarado Monumento Nacional en 1965. Actualmente, el castillo está abierto al público, y puede ser visitado por turistas que se encuentren en la ciudad.

### Castillo Santa María de la Cabeza

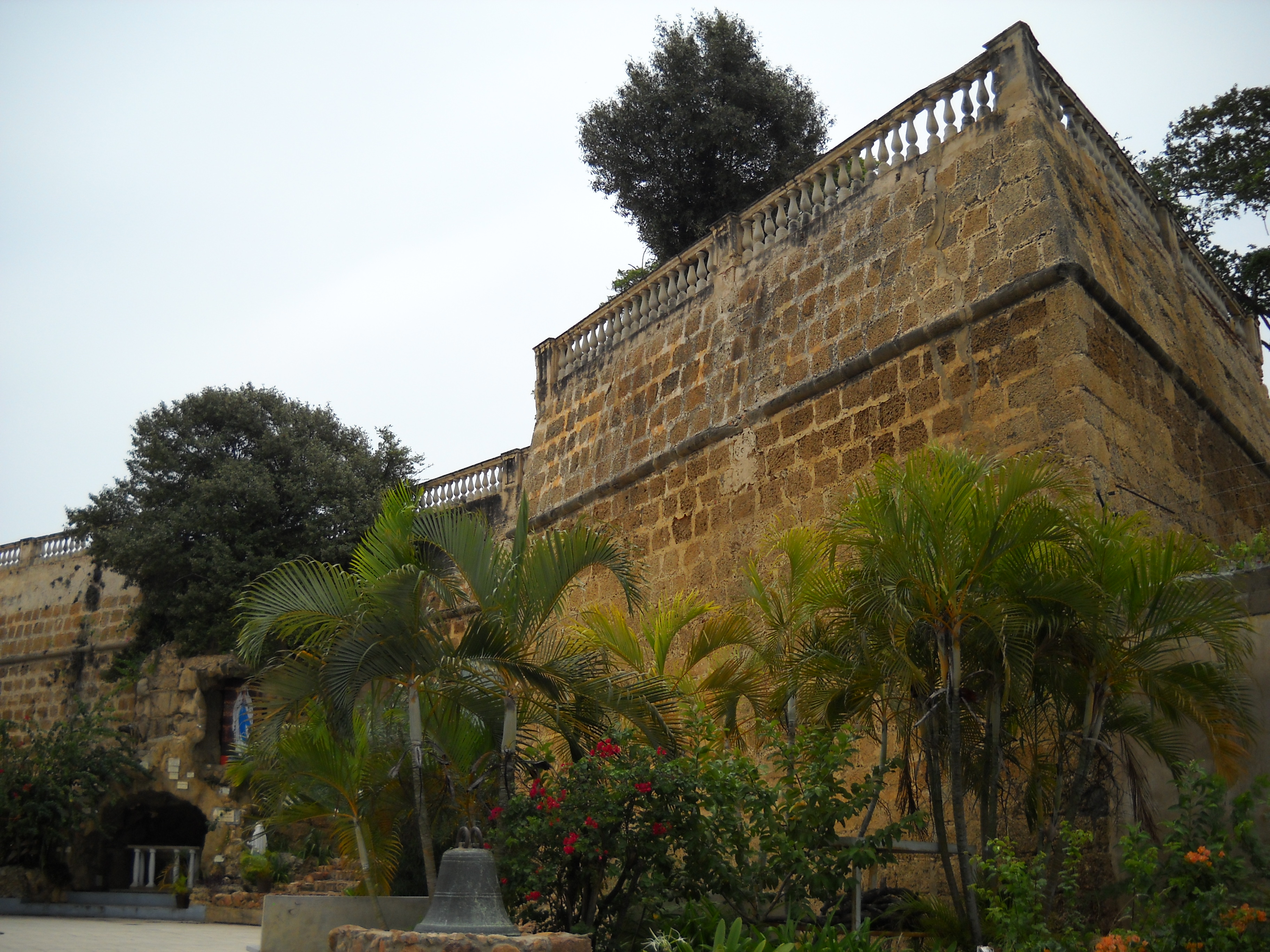
Fuerte de Santa María de la Cabeza

Santa María de la Cabeza es un castillo colonial construido en el siglo XVII por la monarquía española en el centro de la ciudad de Cumaná, Venezuela. Fue construido para la defensa y como residencia de gobernadores. Su construcción fue ordenada por Sancho Fernando de Angulo y Sandoval, gobernador de la Provincia de Cumaná. La construcción comenzó en 1668 cuando el predecesor de Angulo y Sandoval, Juan de Urtarte, escribió un memorando al Rey de España indicando que el castillo de San Antonio de la Eminencia construido sobre el cerro de la eminencia ya no era apto para la defensa de la zona, se usó como residencia de los gobernadores coloniales.
El edificio fue diseñado con el estilo de construcción denominado fortificación permanente abaluartada, popular durante el siglo XVII, con un diseño de planta geométrica proporcional. Los bastiones se utilizaron como los principales elementos defensivos. El castillo albergaba una guarnición de 250 soldados, y fue la sede del gobierno de la Provincia de Cumaná hasta su destrucción por el terremoto de 1929. El castillo fue declarado Bien de Interés Cultural y Patrimonio Municipal en mayo de 2005.

### Catedral Metropolitana Sagrado Corazón Eucarístico de Jesús

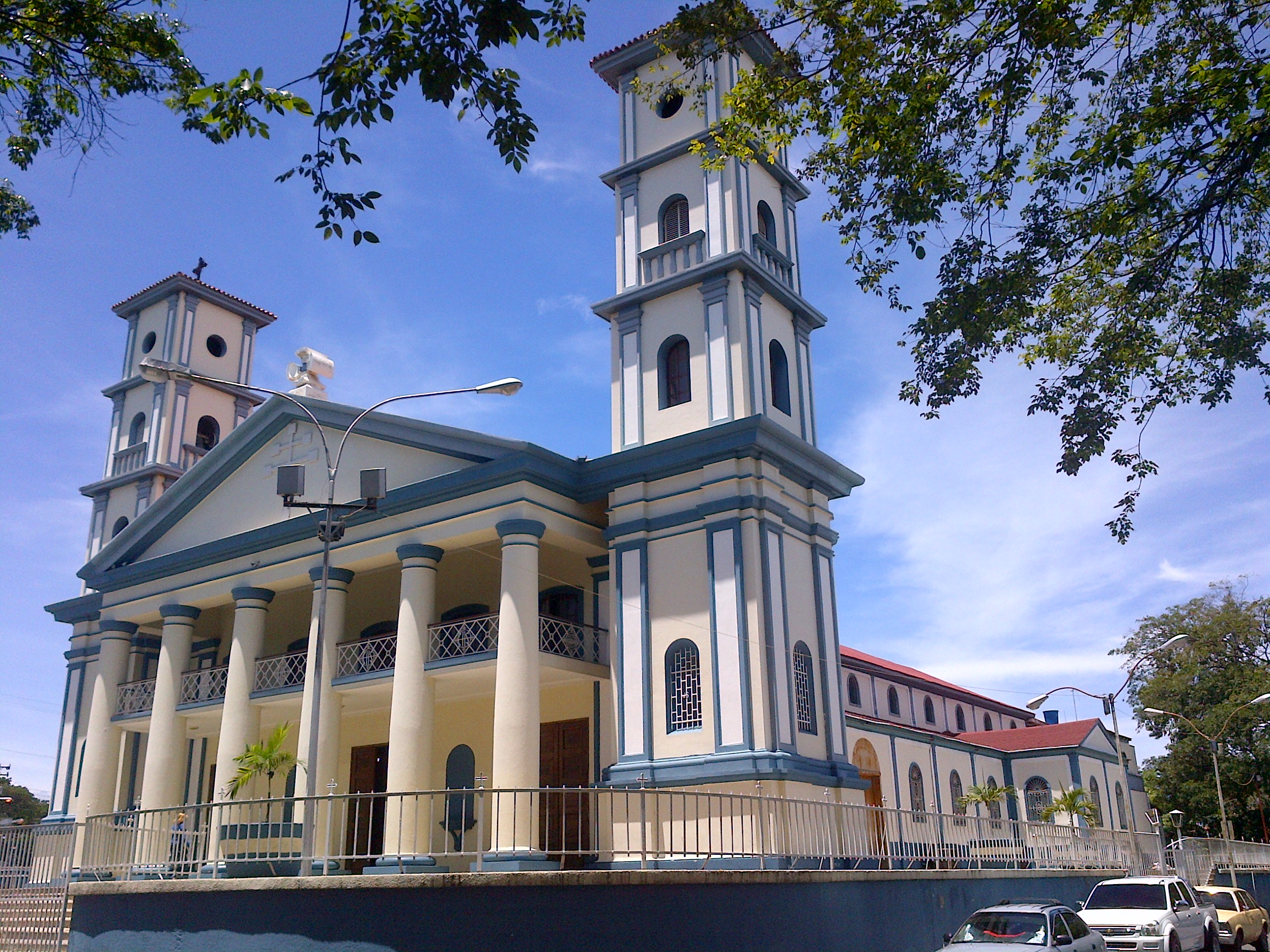
Iglesia Catedral de Cumaná, Venezuela

La catedral de Cumaná empezó a ser construida en el siglo XVIII con el nombre de Seo Cordis Iesu (Sede del Corazón de Jesús). En 1929, un terremoto destruyó parcialmente la edificación, pero la misma fue restaurada en 1936. Fue diseñada por Monseñor Breckman, quien también trajo las maderas que forman la catedral desde las montañas de Cariaco.
La catedral es una construcción de estilo neo-clásico, con retablos de madera traídos desde la península ibérica. Sus figuras religiosas también provienen de España. La catedral fue elegida como sede Metropolitana de la Arquidiócesis de Cumaná en el año 1992.

### Casa natal de Andrés Eloy Blanco

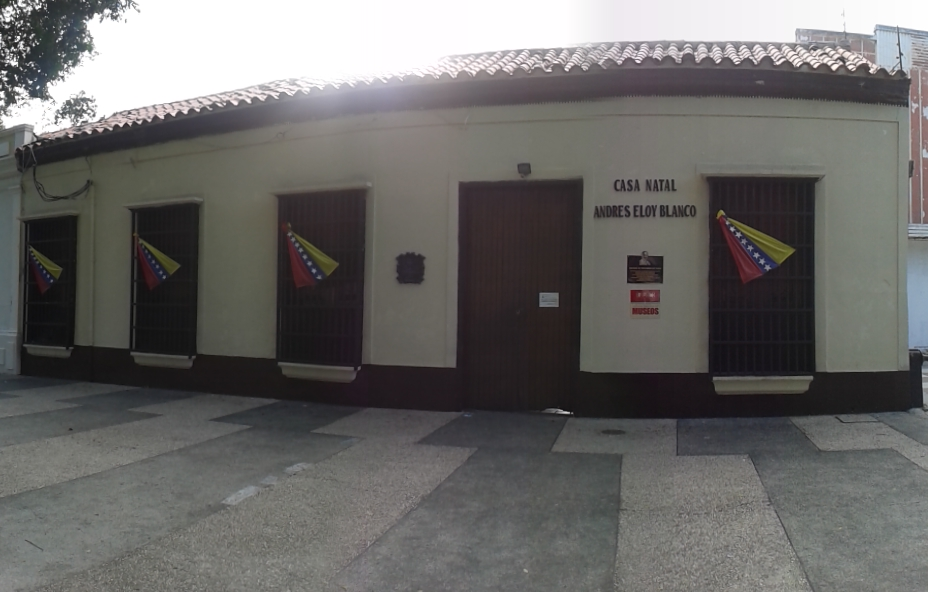
Casa de Andrés Eloy Blanco, Cumaná, Venezuela

En la calle Sucre, frente a la Plaza Bolívar de la ciudad de Cumaná justo al lado de la residencia del gobernador, está ubicada la casa natal de Andrés Eloy Blanco considerado por muchos el mejor poeta del siglo XX de Venezuela. El inmueble conserva las características de las casas mantuanas de principio de siglo. Recuperada a petición de la sociedad cultural de la ciudad es hoy sede del museo dedicado a la memoria del insigne Cumanés. En él se encuentra identificado el cuarto natal del poeta, y además del mobiliario de época aún se conserva el parral que inspiró su más conocido poema «las 12 uvas de la Noche vieja». Esta casa se convirtió en objeto invariable en su extensa obra lírica y el principal motivo de sus añoranzas en la época de exilio.

### Casa natal del poeta José Antonio Ramos Sucre
La casa natal del Poeta se encuentra ubicada en el casco histórico (cerca de la Iglesia Santa Inés) con el N.º 29 de la Calle Sucre, en la Ciudad de Cumaná. En 1907, la familia Ramos se mudó a Caracas. A partir de entonces la casa tuvo varios propietarios, hasta que en el año 1976 la Gobernación del Estado Sucre decidió recuperarla, y se la ofreció como sede al Centro de Actividades Literarias José Antonio Ramos Sucre. Hoy en día se ha convertido en todo un multicentro cultural, ofreciéndose allí charlas, conciertos y conferencias, así como una Bienal Literaria que lleva el nombre del poeta.

### Museo Gran Mariscal de Ayacucho

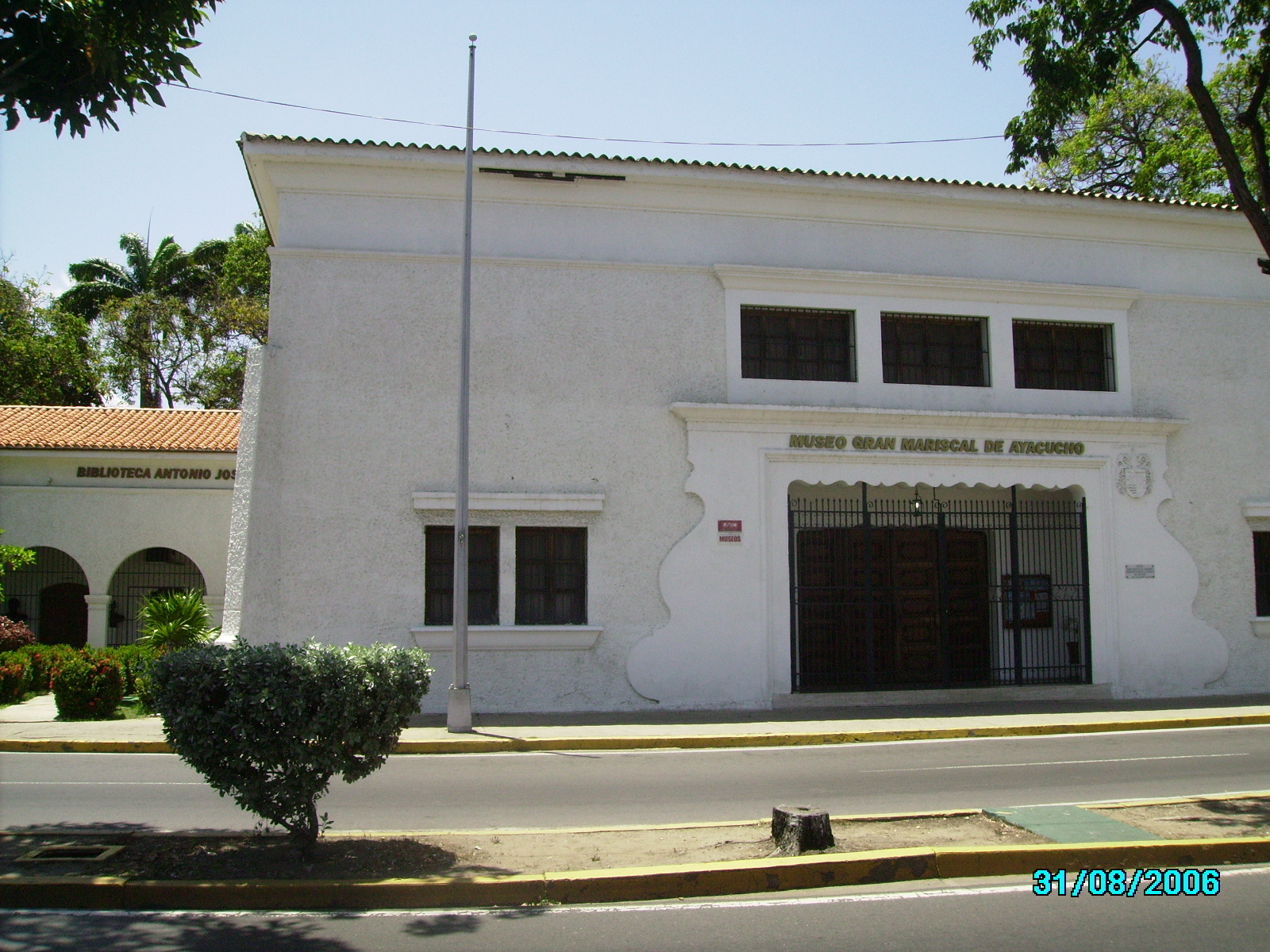
Museo Gran Mariscal de Ayacucho

Esta edificación fue construida en 1945 como palacio municipal durante el mandato de Medina Angarita. Se declaró museo en el año 1974 para la celebración del sesquicentenario de la Batalla de Ayacucho. El museo mantiene una arquitectura espacial funcional propia del estilo neo-colonial, donde las áreas se agrupan alrededor de un patio central con corredores. Allí se expone todo lo referente a la vida y obra del General Antonio José de Sucre; muestras de bienes pertenecientes al Mariscal y a su familia, así como objetos del siglo XIX como óleos, fotografías, maquetas referidas al campo de batalla, mobiliario, documentos, armas e indumentaria.

### Museo Antropológico del estado Sucre
Con motivo de la celebración del sesquicentenario de la muerte del Gran Mariscal de Ayacucho, en 1981, se crea esta institución museística que tiene su sede en la antigua casa de residencia del doctor Luis Daniel Beauperthuy, descubridor del vector de la fiebre amarilla. Posee una colección arqueológica conformada por vasijas cerámicas, objetos utilitarios, ornamentos corporales, hachas líticas, y demás piezas de la cultura tradicional y campesina de la zona, de las culturas indígenas y del periodo colonial venezolano, provenientes de excavaciones hechas en la región.

### Museo del Mar

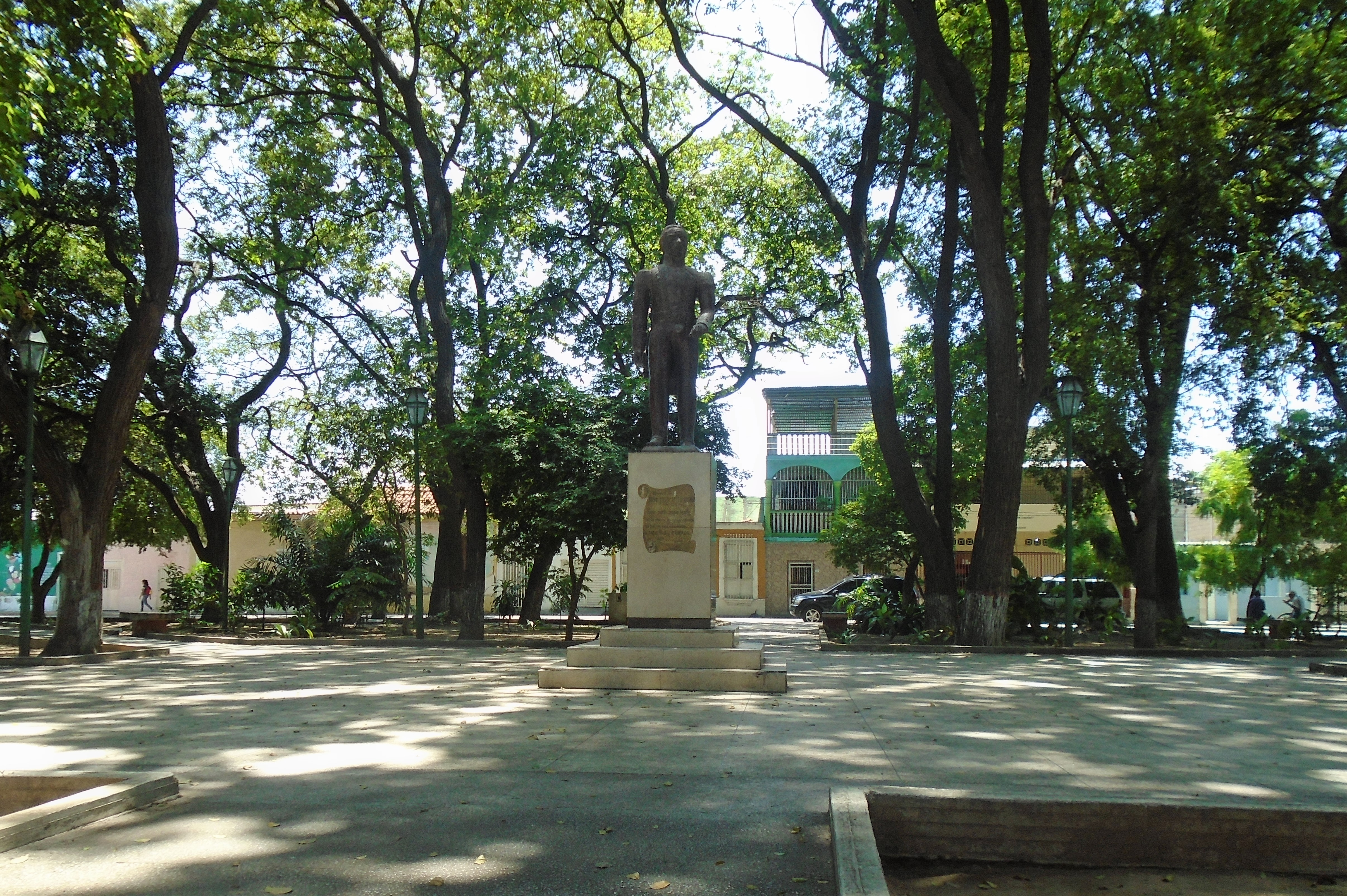
Plaza José Francisco Bermúdez.

El Museo del Mar se inaugura el 12 de octubre de 1984, en la sede del antiguo aeropuerto de la ciudad de Cumaná, donde funcionó durante trece años. En 1997 se cierra y se guarda cada una de sus importantes colecciones por la ruptura de los acuarios a raíz del terremoto que azotó a la ciudad de Cumaná en ese mismo año y por el aumento del nivel freático en la zona donde estaba ubicado. Para el año 2005, se reinaugura en el Complejo Cultural Luis Manuel Peñalver, ubicado en la Calle Vela de Coro, donde actualmente funciona y permanece abierto para el disfrute de la comunidad del pueblo sucrense y de sus visitantes.

### Museo de Arte Contemporáneo de Cumaná
Ubicado en la única elevación de importancia de la capital del estado Sucre, el moderno Museo de Arte Contemporáneo de Cumaná contrasta con la rancia e imponente presencia del Castillo San Antonio de la Eminencia. Cuenta con una pequeña pero sustancial colección permanente de obras de artistas nacionales, la mayoría premiadas en la Bienal de Artes Plásticas de Cumaná, de la cual es la sede. La programación contempla esencialmente exposiciones itinerantes.

### Redoma El Indio
Este monumento fue esculpido por José Pizzo. Su construcción comienza en 1945 y termina entre los años 1956 y 1957. En el momento de su finalización se le dio por nombre Bienvenida, ya que la forma en que el Indio presenta el pescado, era como éstos en tiempos de la colonia recibían a los españoles.

### Convento de San Francisco

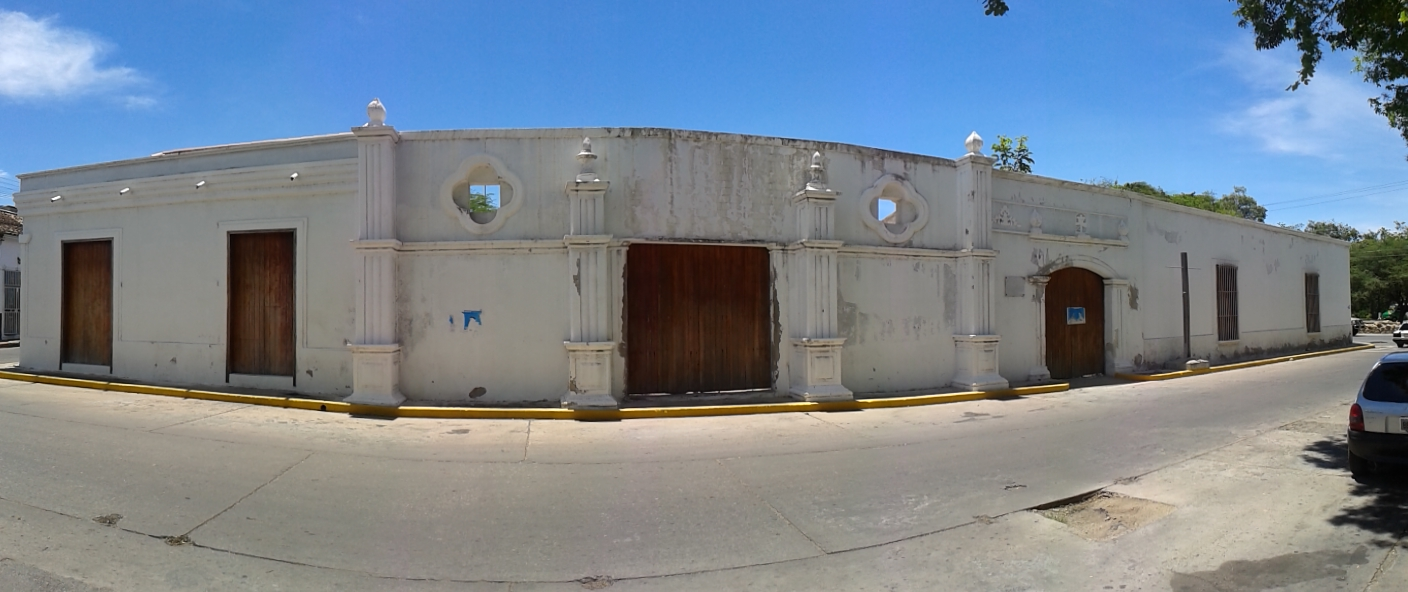
Ruinas del Convento de San Francisco, Cumaná, Venezuela

Esta edificación es un mudo testigo de la cultura cumanesa. En este convento funcionó la primera Universidad de Cumaná y Latinoamérica, durante la colonia funcionaron las cátedras de filosofía, teología y gramática latina; funcionando también como seminario de Cumaná. Creada por Decreto de la Asamblea Legislativa Provincial de 1812, después de la Independencia como Colegio Nacional de Cumaná donde se impartió clases de teología, derecho civil y, medicina.
Actualmente en el funciona la sede de Dr.Sonrisa Payasos de Hospital Sucre.

### Monumento Alegórico a la Fundación de Cumaná
Esta escultura de gran formato es obra del artista italovenezolano Hugo Daini; erigido en 1965. El Indio representa los aborígenes que poblaron nuestra región y el Monje la Evangelización de los Frailes Dominicos y Franciscanos quienes oficiaron las primeras misas en tierra firme del continente americano.

### Boulevard Bolívar
Calle reestructurada como Boulevard Bolívar en 1980 por el gobernador Álvarez Marval. Está ubicado entre la calle Sucre con Bolívar.

### Palacio de Gobierno

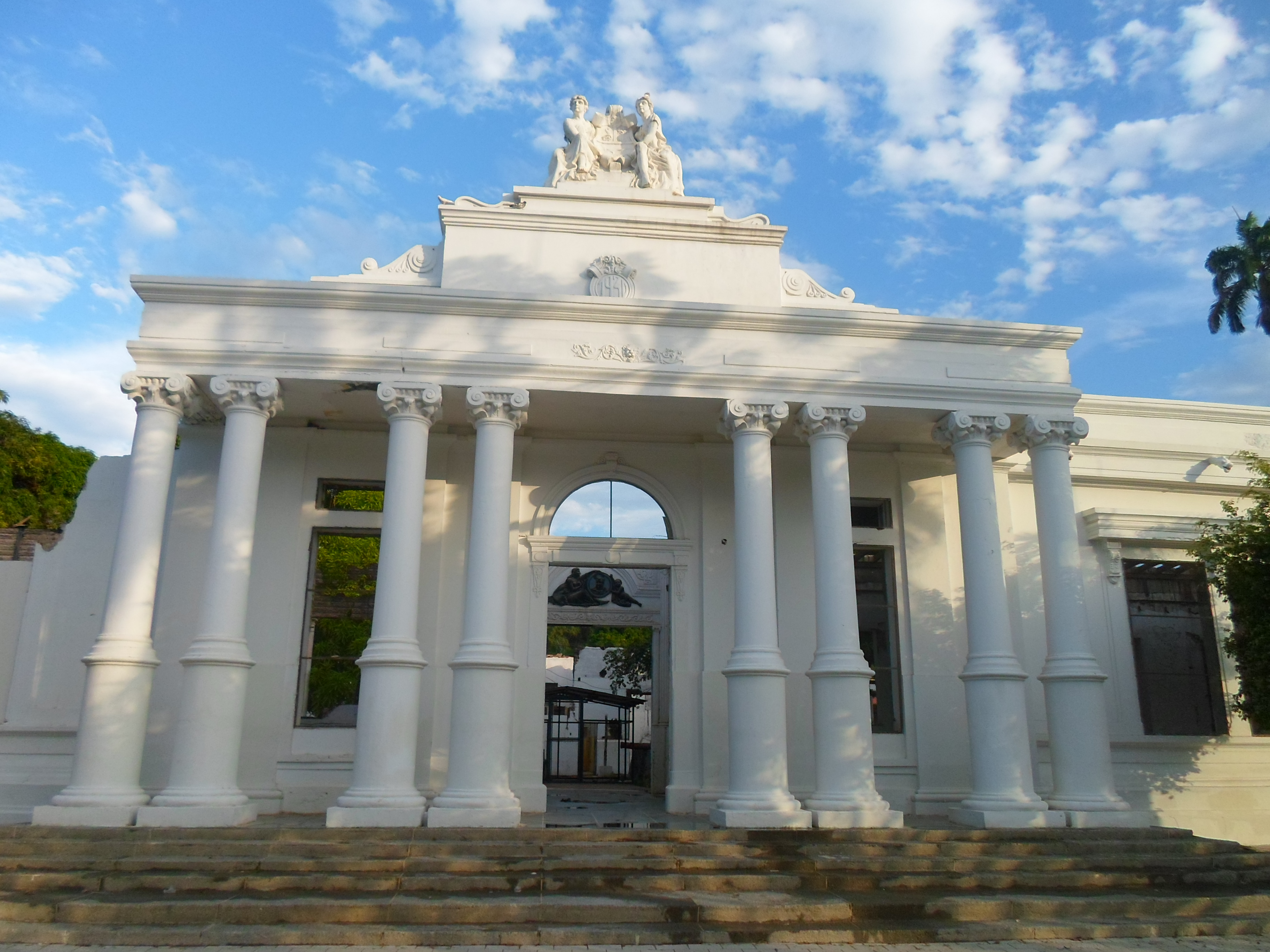
Palacio de Gobierno de Cumaná, Venezuela

Fundado en 1930, en la parte superior de la fachada se encuentran los bustos de las diosas Paria y Araya. Fungió como Dirección Administrativa del Gobierno Regional hasta el año 1999, se espera por su restauración ya que fue parcialmente destruida por un incendio durante una protesta de estudiantes donde participó Enrique Maestre quien fue gobernador del estado Sucre y jamás tuvo la voluntad de resarcir el daño ocasionado a mencionada construcción.

### Casa del Gobernador

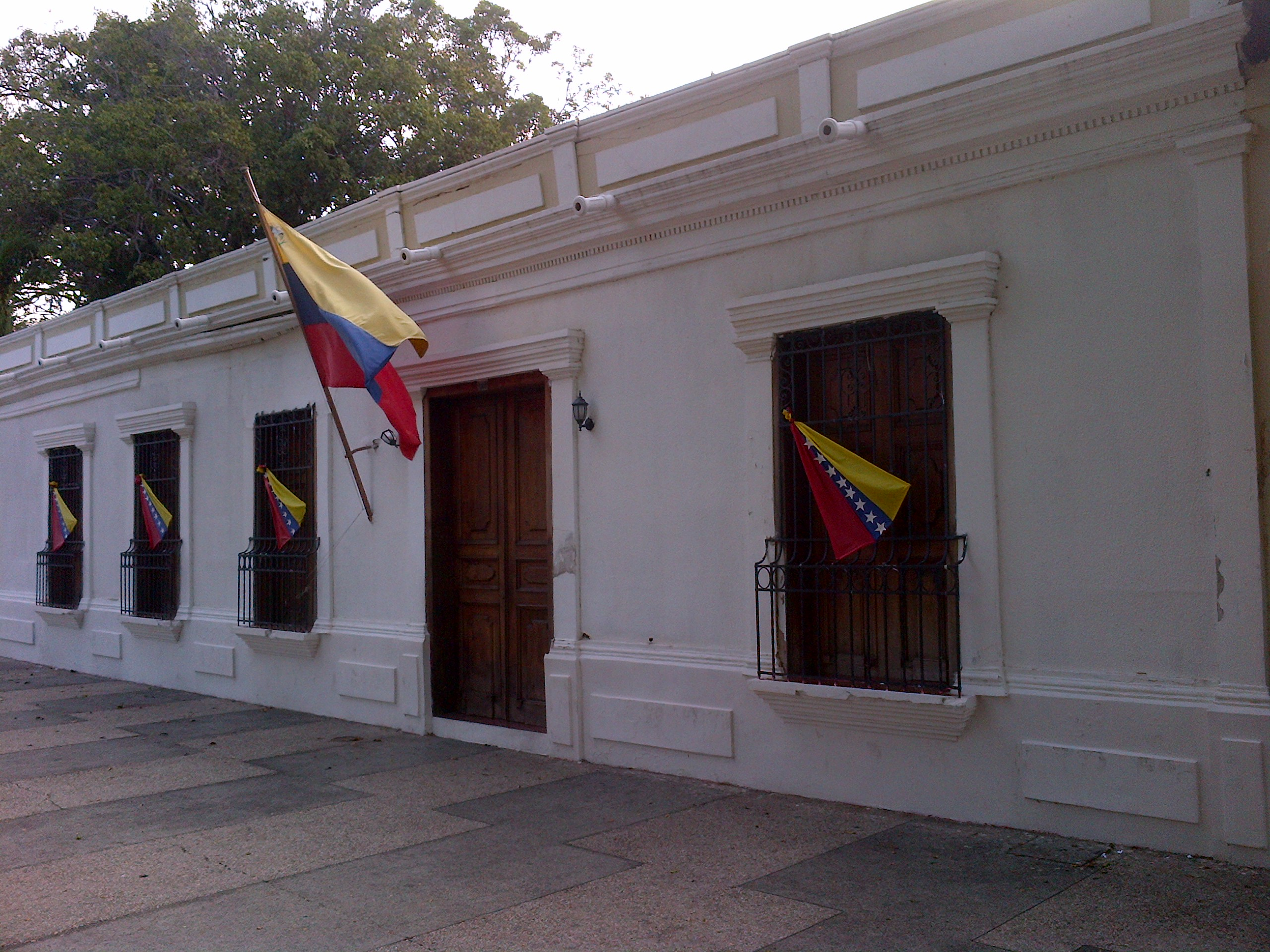
Casa del Gobernador, Cumaná, Venezuela

De construcción colonial, esta mansión que en principio cumplía la función de residencia de gobernadores, se encuentra ubicada frente a la plaza Bolívar. Actualmente se utiliza como despacho gubernamental, sala de sesiones. Tiene un hermoso patio central y el salón de los héroes, con obras de renombrados artistas nacionales y regionales.

### Plaza Bolívar

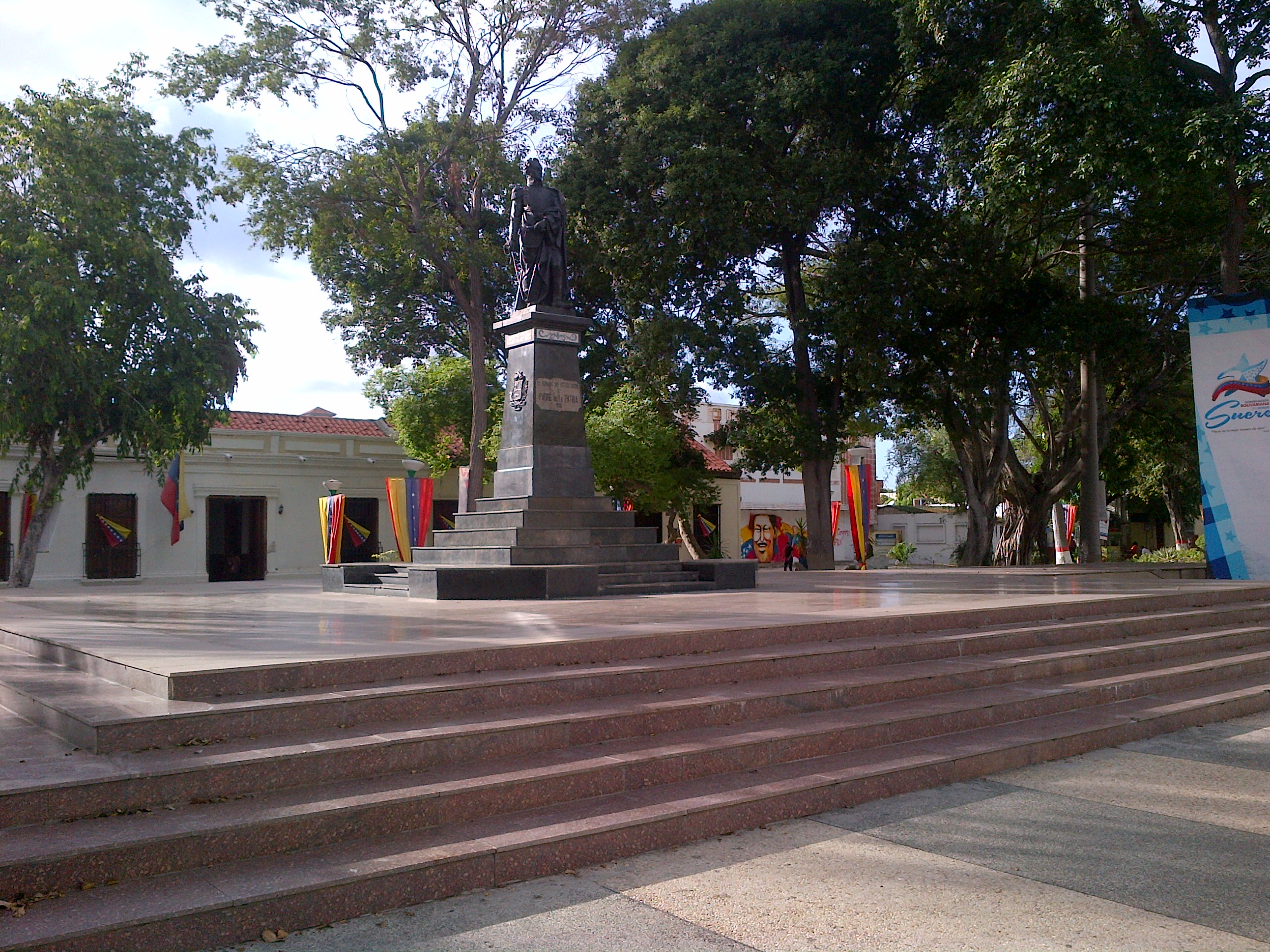
Plaza Bolívar de Cumaná, Venezuela

Construida en 1930 en conmemoración del centenario de la muerte del Libertador, por el Doctor Antonio Álamo, presidente del Estado. Conocida en un principio como Parque Bolívar, está edificada sobre los restos del Museo Sucre, colapsado en el terremoto de 1929. Anteriormente al Museo Sucre estaba edificada en ese mismo lugar la Casa de la Moneda (desde 1797 hasta inicios de 1900).
La Plaza Bolívar, junto con la Plaza Pichincha, fueron ambas restauradas para la celebración del quingentésimo aniversario de la fundación de Cumaná.

### Ateneo de Cumaná
Fundado el 2 de mayo de 1983. Está ubicado en una vieja casona frente a la Plaza Bolívar, su trascendencia como ente divulgador de cultura le hace merecedor de la atención de quienes visitan o vienen a Cumaná.

### Teatro Luis Mariano Rivera

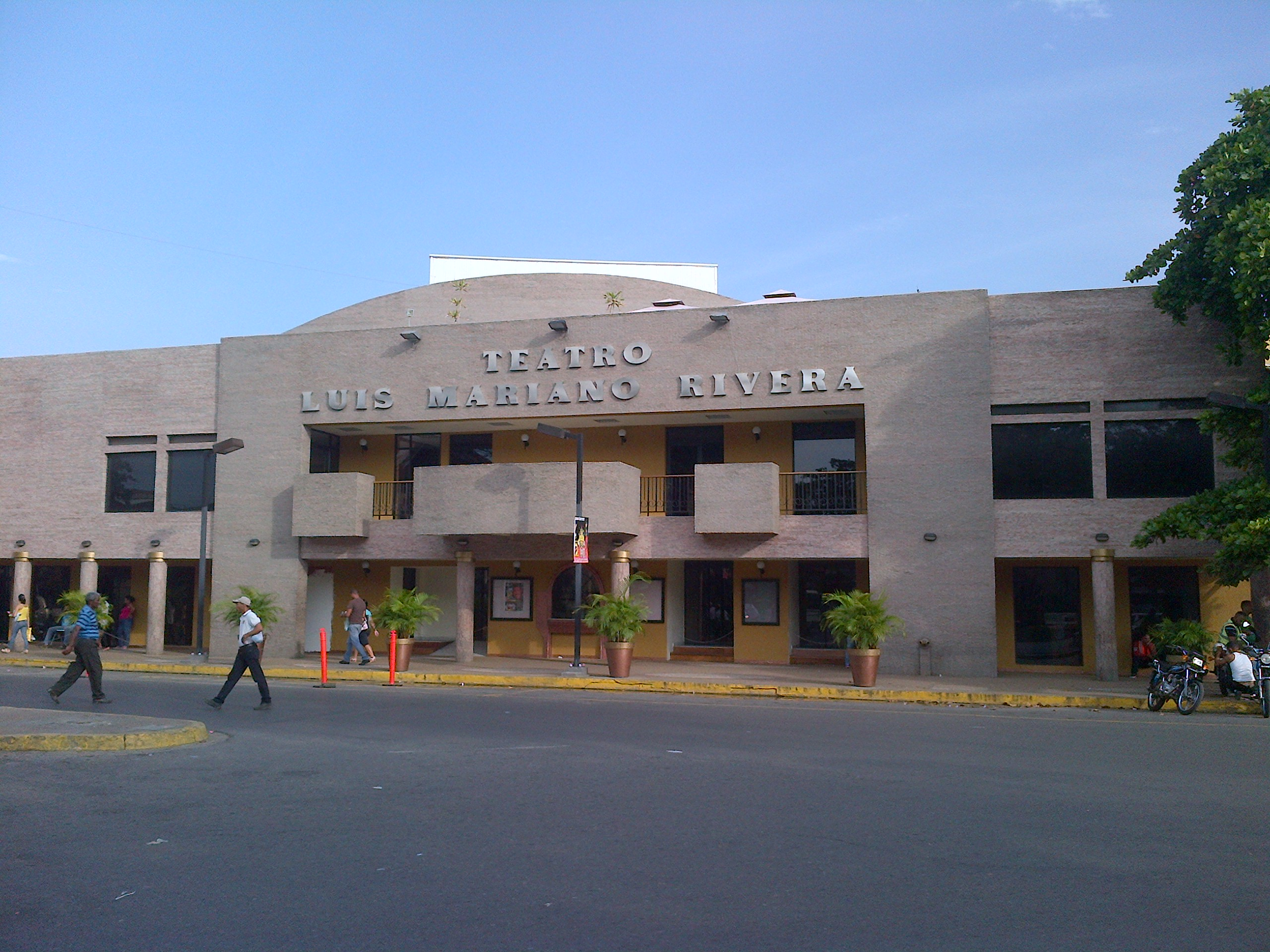
Teatro Luis Mariano Rivera

El Teatro «Luis Mariano Rivera», (antiguo Cine Paramount), está ubicado frente a la Plaza Miranda, en pleno centro de la ciudad de Cumaná. Con un aforo para 400 espectadores es el escenario por excelencia para la promoción, difusión y desarrollo de las artes auditivas, escénicas y visuales, además de todas aquellas expresiones y manifestaciones culturales que se originen en territorio sucrense.

### Parque Ayacucho

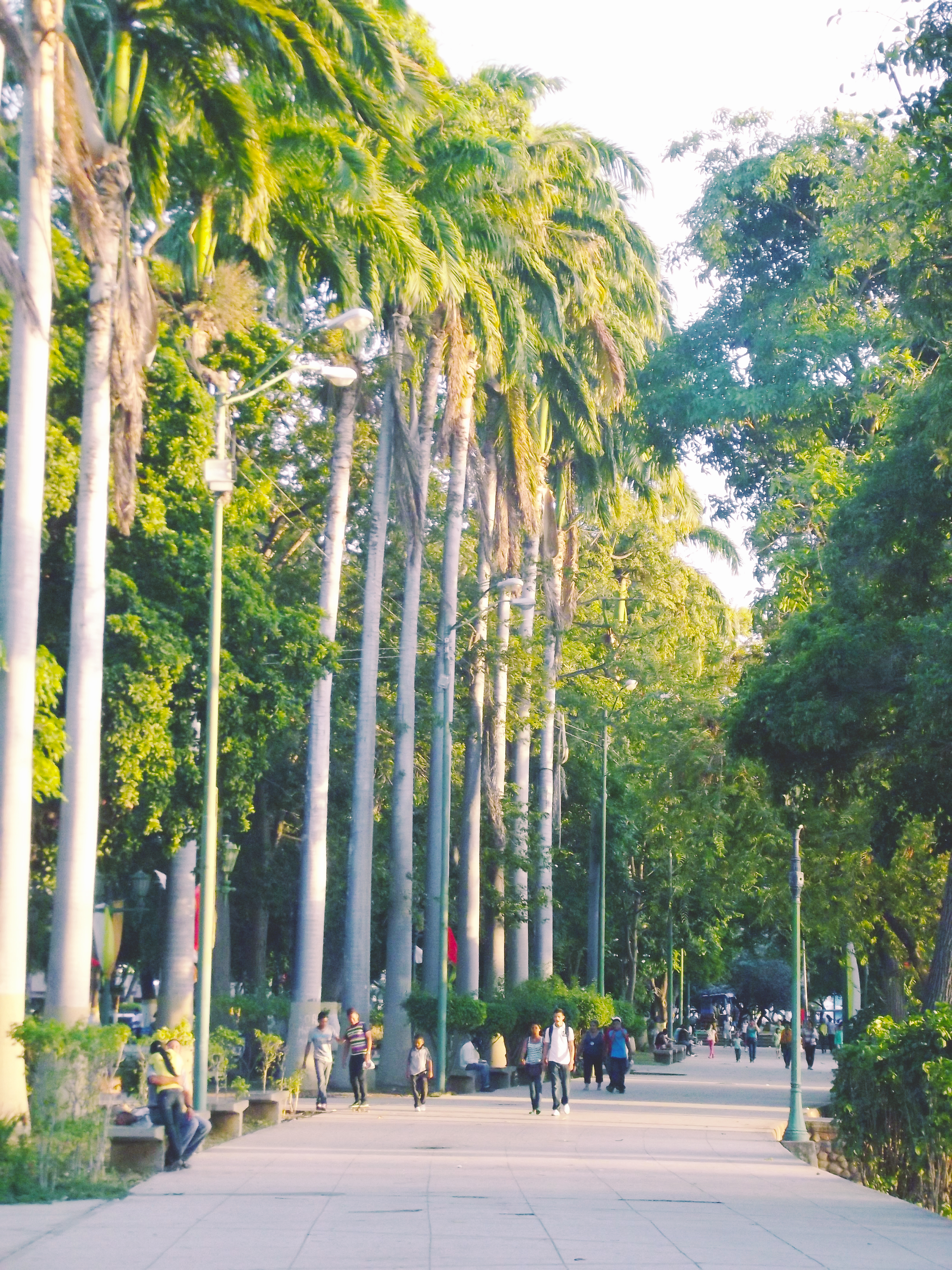
Parque Ayacucho. Cumaná, Edo. Sucre

Ubicado en pleno centro de Cumaná a orillas del Río Manzanares, cuenta con 2,1 hectáreas desarrolladas para el disfrute de la ciudadanía. El Parque data del siglo XIX y es el resultado de la ampliación de una plaza más pequeña construida para honrar la histórica Batalla de Ayacucho (Perú) y la gloriosa gesta del Gran Mariscal Antonio José de Sucre, hijo ilustre de Cumaná. Situado a orillas del río Manzanares presenta una importante muestra de ceibas, caobos, guácimos, caujaros, matapalos, apamates, mangos, cocoteros, guayacanes, palmeras y chaguaramos que le sirven de hábitat a las grandes iguanas de este hermoso paraje.
Posee anchas avenidas peatonales hechas de granito. Exhibe una estatua ecuestre del Mariscal Antonio José de Sucre, obra del escultor italiano Giovanni Turini, asentada en un pedestal elaborado por el escultor, también italiano, José Carabelli. La ejecución del monumento, de la plaza y del parque fue decretada por el presidente de la República Juan Rojas Paúl en 1888. Fue inaugurada el 28 de octubre de 1890.

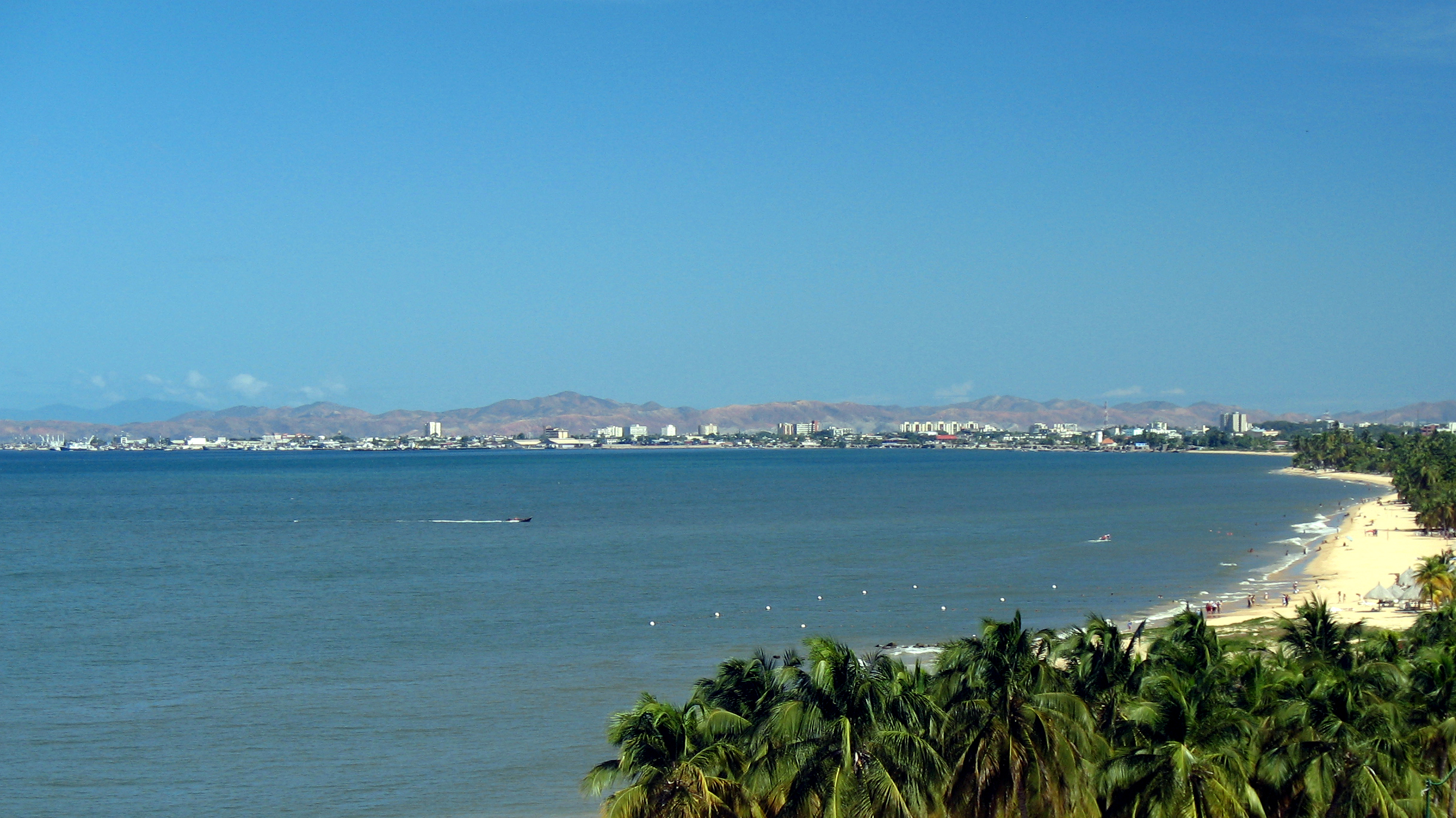
Vista panorámica de Cumaná.

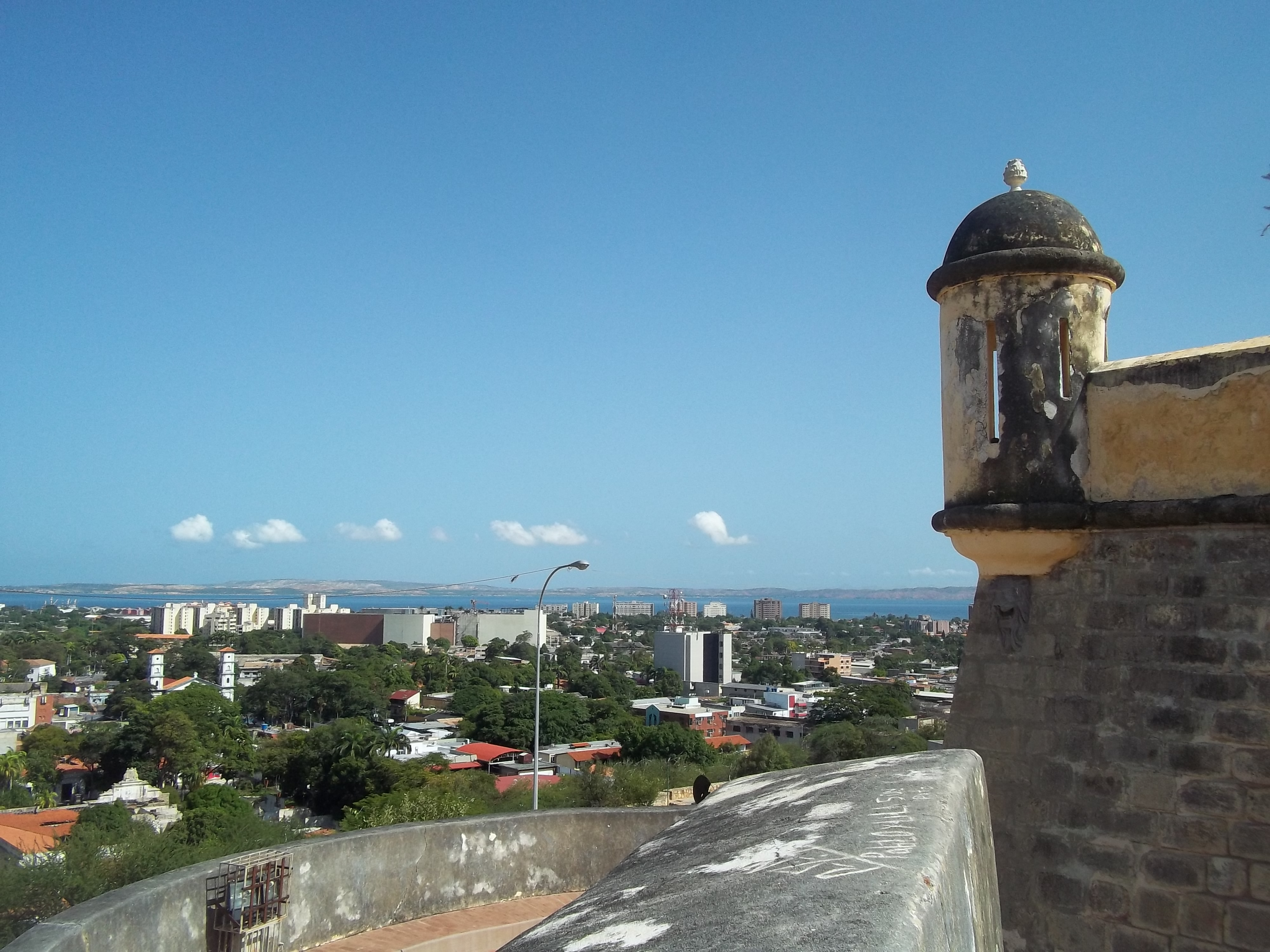
Vista de Cumaná desde el Castillo San Antonio de la Eminencia.

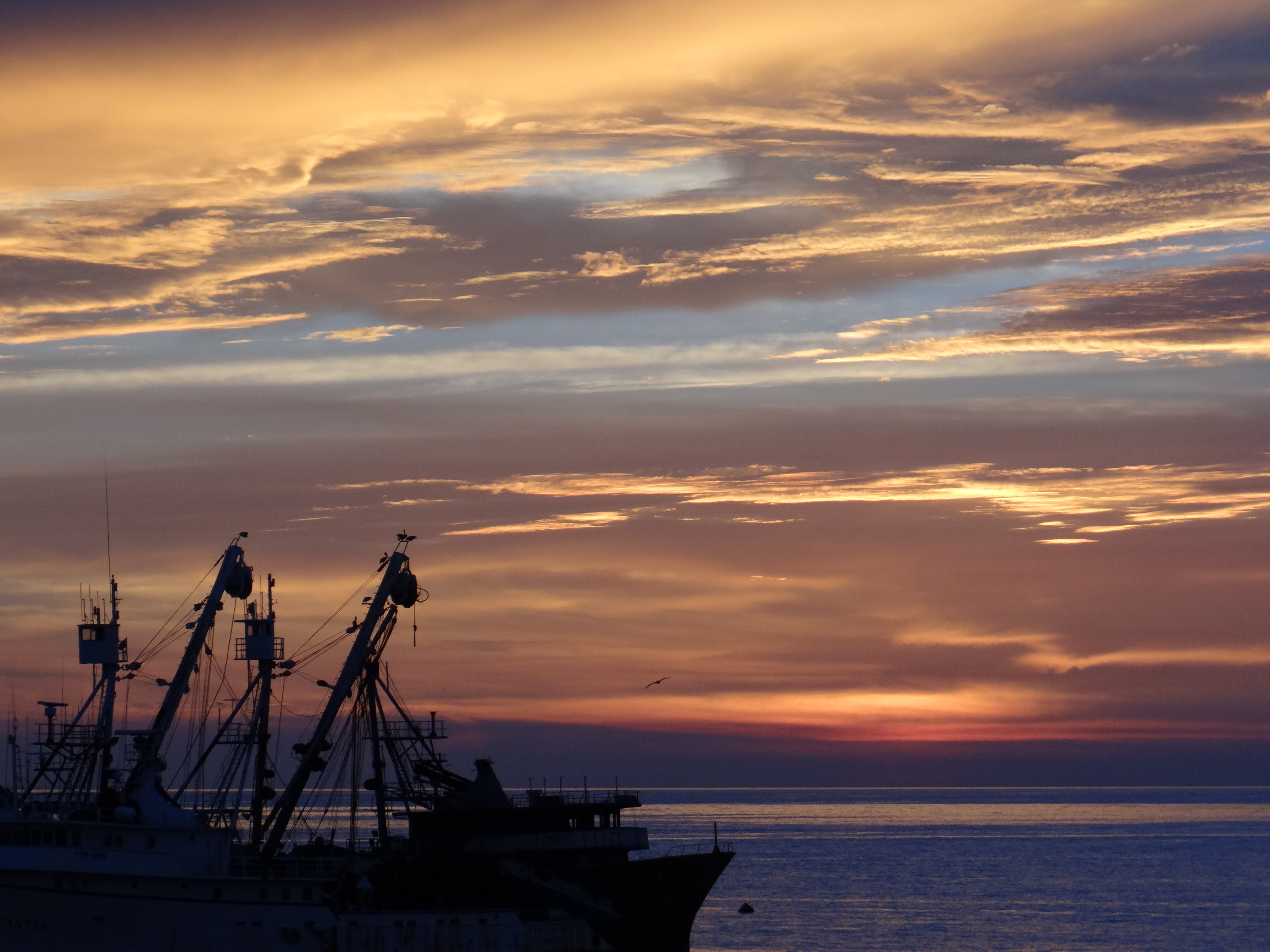
Atardecer en Cumaná.

## Sitios importantes

### Museo de Arqueología e Historia
Ubicado en la calle Sucre. Allí se pueden observar exposiciones permanentes de objetos arqueológicos pertenecientes a la época de la Colonia encontrados en las excavaciones realizadas en los diferentes municipios del Estado.

### Galería de Arte
Ubicada en la calle Montes, promueve la actividad cultural del Estado (escultura, pintura, fotografía, entre otras).

### Casona de la Aduana
Casa de la época colonial que se conserva dentro de los espacios de la empresa Avecaisa, en donde funcionó la aduana principal de Cumaná.

### Marina Cumanagoto
Construida en el primer período de Carlos Andrés Pérez bajo la gobernación de Gastón Navarro Donna, en diciembre de 1983 mediante un convenio entre la Corporación de Turismo de Venezuela y la empresa privada Marina Cumanagoto C.A. Presta servicio de embarcaciones nacionales y extranjeras que hacen turismo en Venezuela. Cuenta con una infraestructura para albergar 125 embarcaciones en agua y 72 tipo colmena.

### Cerro Pan de Azúcar
Es un mirador excepcional. Desde allí se divisa la ciudad y los paisajes adyacentes en toda su magnitud escénica. Ejemplo particular es la visual panorámica que permite el disfrute del complejo fisiográfico Golfo de Cariaco-Península de Araya, cuyo conjunto constituye una inigualable unicidad paisajística.

### Parques Litorales
Los parques litorales son humedales costeros considerados estaciones internacionales de aves migratorias. Representativos son la Lagunas de los Patos (320 hectáreas) y Punta Delgada (147 hectáreas), ambas seriamente amenazadas por las acciones urbanistas,  a pesar de disponer de sendos decretos presidenciales específicos de protección bajo la figura de Parques Litorales.

### Río Manzanares

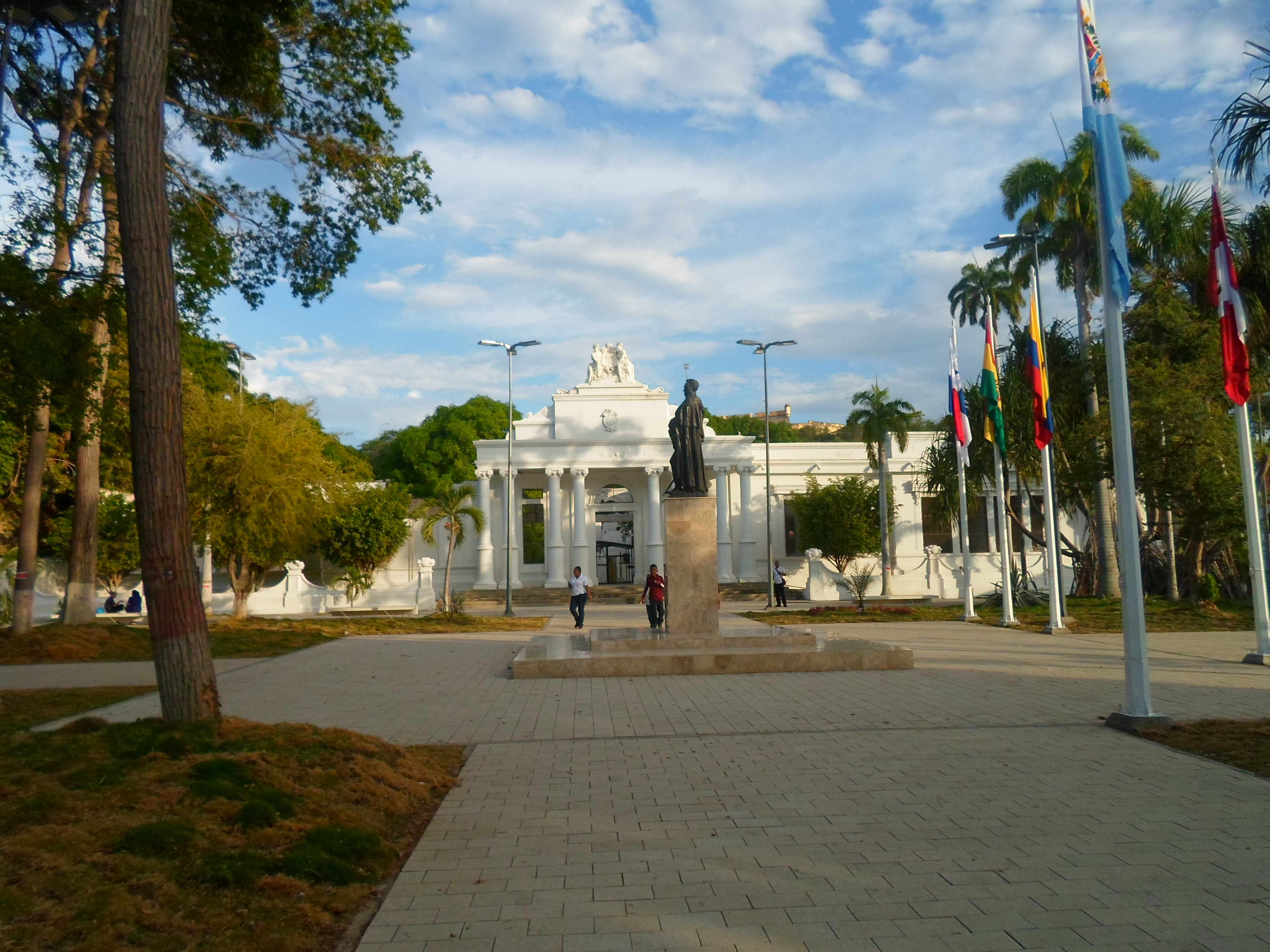
Plaza Bolívar de Cumaná

El Río Manzanares es la suprema potencialidad escénica de Cumaná. El río cruza la ciudad de sur a norte y es un referente histórico ya que constituía la fuente de agua dulce más cercana a Nueva Cádiz (isla de Cubagua) y motivo del primer asentamiento estable de europeos en el continente americano. No obstante se ha convertido en un centro palustre de contaminación, de aguas estancadas, cuyo cauce se define como un precario curso de agua de inexorable pantanización.

## Universidades
- Universidad de Oriente - Sede Principal Rectoral, UDOUDO SucreUniversidad de Oriente Núcleo de Sucre, Venezuela

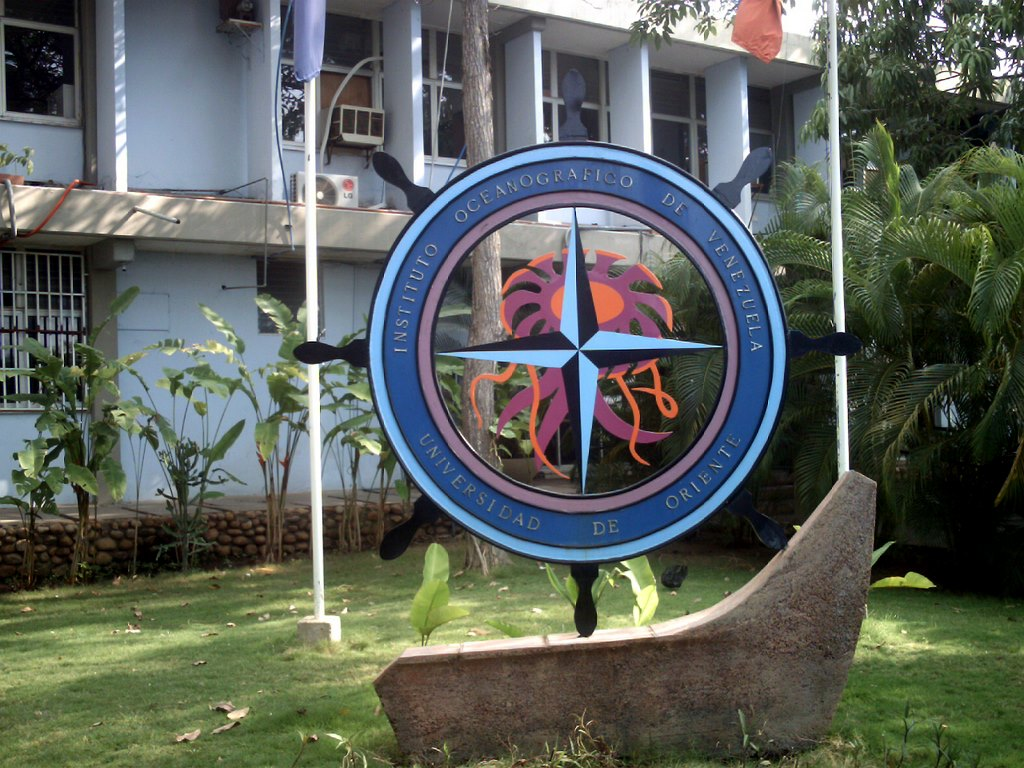
UDO Sucre

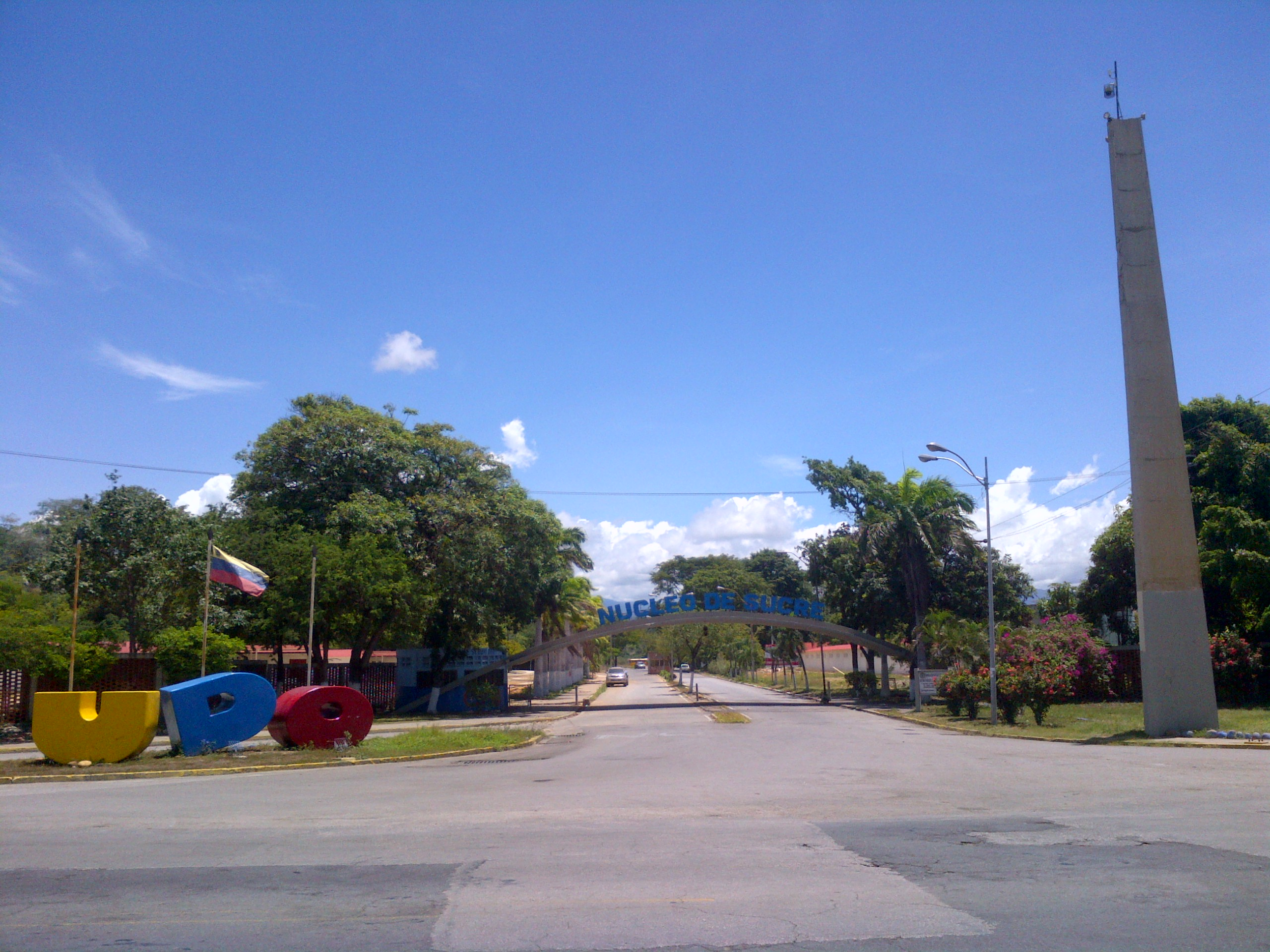
Universidad de Oriente Núcleo de Sucre, Venezuela

- Instituto Universitario de Tecnología Industrial Rodolfo Loero Arismendi (IUTIRLA)
- Universidad de los Andes, ULA - (Centro Regional Cumaná)
- Universidad Nacional Experimental Simón Rodríguez, UNESR
- Universidad Nacional Abierta, UNA
- Universidad Gran Mariscal de Ayacucho, UGMA - (Sede Cumaná)
- Universidad Católica Cecilio Acosta,  - (Tutoría Cumaná)
- Instituto Universitario de Tecnología de Cumaná,  - (Sede Principal)
- Universidad Pedagógica Experimental Libertador,  - (Sede Cumaná)
- Universidad Nacional Experimental Politécnica de la Fuerza Armada Bolivariana,  - (Núcleo Sucre)
- Universidad Bolivariana de Venezuela,
- Universidad Politécnica de Sucre
- Universidad Marítima del Caribe
- Universidad Nacional Experimental de la Seguridad (UNES)
- Pontificia Universidad Católica Santa Rosa (Extensión Cumaná), Palacio Arzobispal.
- Universidad Nacional Experimental de las Artes (UNEARTE Extensión Cumaná), Ateneo de Cumaná.
- Universidad de las Ciencias de la Salud Hugo Chávez Frías - (CABES Sucre)
- Universidad Nacional Experimental Romulo Gallegos (UNERG)

## Infraestructura deportiva
- Polideportivo Félix Lalito Velásquez
- Estadio Delfín Marval
- Estadio Caigüiré
- Estadio UDO
- Gimnasio Cubierto Cumanagoto

## Centros de salud

### Hospitales
- Complejo Hospitalario universitario Antonio Patricio de Alcalá.
- Hospital Especial de Altagracia Dr. Julio Rodríguez Sanatorio Antituberculoso de Oriente (SAO)
- Hospital Salvador Allende.

### Otros centros
- Atimed C. A
- Centro Médico Virgen del Valle
- Cruz Roja venezolana.
- Grupo Médico Sucre.
- Policlínica Sucre.
- Proequip Salud
- Red de Ambulatorios Públicos (Pertenecientes al Sistema Público Nacional de Salud).
- Entre otros.

## Medios de comunicación

### Televisión
Cumaná es sede de diversos canales locales de televisión regional, también cuenta con las señales nacionales e internacionales.

#### Señal abierta local
- TV IMAGEN Web
- NVH - CANAL DE NOTICIAS
- TELESOL canal 7
- Televisora de Cumaná (TVC)
- Prisma Televisión (Canal cerrado en 2023).
- TV Luz
- Visión TV (Canal cerrado)
- TALEN TV
- ACTIVA TELEVISIÓN
- PLUS TV 24
- Telecaribe región Sucre (Cerrado en 2019)
- Cayaurima Televisión Canal 9
- Génesis TV
- Sucre TV

### Radio
- Radio 2000 AM
- Radio Cayaurima 96.5 FM
- Radio Sucre AM
- Radio Continente 680 AM
- Radio Manzanares 1580 AM
- Radio Be Happy 94.3 FM
- Radio RIO 106.9FM
- Radio Cool 101.7 FM
- Radio Fe y Alegría 92.1 FM
- Radio Big Party 88.9 FM
- Radio 104.1 FM La estación de tus sentidos
- Radio La Cumanesa 105.3 FM
- Radio 89.3 La X FM
- Radio Musical 100 FM
- Radio Éxodo FM
- Radio Guacharaca FM
- Radio Estilo Venezuela
- Radio Promogénita 106.1 FM
- Radio Alternativa Mix 97.9 fm
- 95.1 OYE FM
- Radio Joven 102.9 FM
- Radio Kambio 96.1 FM
- Radio Sucre Luz Stereo 99.9 FM
- Radio Sin Fronteras 102.5 FM
- Radio 88.1 FM Antena 8

### Prensa escrita
- El Diario de Sucre
- Diario Provincia 'decano de los Diarios del estado Sucre'
- Diario Región
- Siglo XXI El Diario de Hoy
- El Tiempo, Región Sucre
- Diario Ciudad Cumaná
- "Hijo Hijo" Pedro Lucas
- PRENSA Oriente Ve

### Revistas, semanarios y mensuales
- Guía Automotriz Autozona
- El Mensajero de la Verdad
- Sucre Comercial
- Educarte es Arte
- Guía Útil Total
- Onda Retro Report
- Guia de turnos de Farmacias

### Web
- Oriente24.com - Plataforma de Noticias
- Azulejo Digital
- Prensalternativa
- Atarraya
- Turimiquire
- Cayaurima Web
- Guía de Salud - Plataforma de Salud.

## Economía
La zona metropolitana de Cumaná es sede de importantes industrias que incluyen los sectores de la construcción así como el de alimentos, golosinas y tabaco, y centros industriales automotrices, como Toyota; cuenta con sedes de PDVSA, industrias como Polar y Coca Cola, y es destino de una importante afluencia turística por contar con hoteles de alta categoría y centros comerciales, además de playas y ríos.[cita requerida]

## Ciudades hermanadas
El hermanamiento de ciudades es un concepto por el cual pueblos o ciudades de distintas zonas geográficas y políticas se emparejan para fomentar el contacto humano y los enlaces culturales.
- Tepebaşı, Turquía (10 de marzo de 2016).[18]

## Otros sitios

### Iglesias y sitios históricos
- Basílica Concatedral de Santa Inés. Calle Sucre.

- Catedral Metropolitana Sagrado Corazón Eucarístico de Jesús. Calle Catedral.

- Iglesia Virgen del Valle. Avenida Perimetral.

- Iglesia Santa Ana. Avenida Gran Mariscal.

- Santuario Nuestra Señora de Altagracia. Avenida Mariño.

- Iglesia Nuestra Señora del Carmen. Urb. Cumanagoto.

- Iglesia San Vicente de Paul. Avenida Arismendi.

- Iglesia San Luis Gonzaga. Urb. Fe y Alegría.

- Iglesia Nuestra Señora de Coromoto. Urb. Bebedero.

- Iglesia Nuestra Señora de Chiquinquirá. Urb. Cascajal.

- Iglesia Santa Rosa de Lima. Calle Santa Rosa.

- Iglesia Nuestra Señora de la Esperanza. La Llanada.

- Iglesia Cristo Resucitado. Urb. Brasil.

- Iglesia Nuestra Señora de las Mercedes. El Peñón.

- Iglesia San José. Cantarrana

- Capilla Sagrada Familia. Barrio San Luis.

- Capilla San Francisco de Asís. Boca de Sabana.

- Capilla Santa Cruz. El Salado.

- Capilla Cruz de la Unión. Barrio Cruz de la Unión.

- Capilla N.S. del Valle. El Tacal.

- Capilla Santísimo Sacramento. Barrio las Palomas.

- Capilla N.S. Del Carmen. Hermanas Carmelitas. Calle Catedral.

- Capilla de las Hijas de La Caridad de San Vicente de Paul. Calle Blanco Fombona.

- Capilla de las Hermanas Teresitas, N.S. del Perpetuo Socorro. Campeche.

- Ermita del Carmen. Castillo Santa María de la Cabeza.

- Capilla Santa Inés. GNB.

- Seminario Mayor Arquidiocesano San José

- Iglesia Cristiana Evangélica de Cumaná. «A Dios sea la Gloria». Primera Iglesia Evangélica fundada en Cumaná el 4 de octubre de 1927.

### Parques recreativos
- Parque Ayacucho. Av. Humboldt a orillas del Río Manzanares.

- Parque Guaiquerí. Av. Arismendi.

- Monumento conmemorativo a la fundación de Cumaná.

### Museos, bibliotecas y teatros
- Museo de Arqueología e Historia. Calle Sucre.Muestra de cerámica cumana

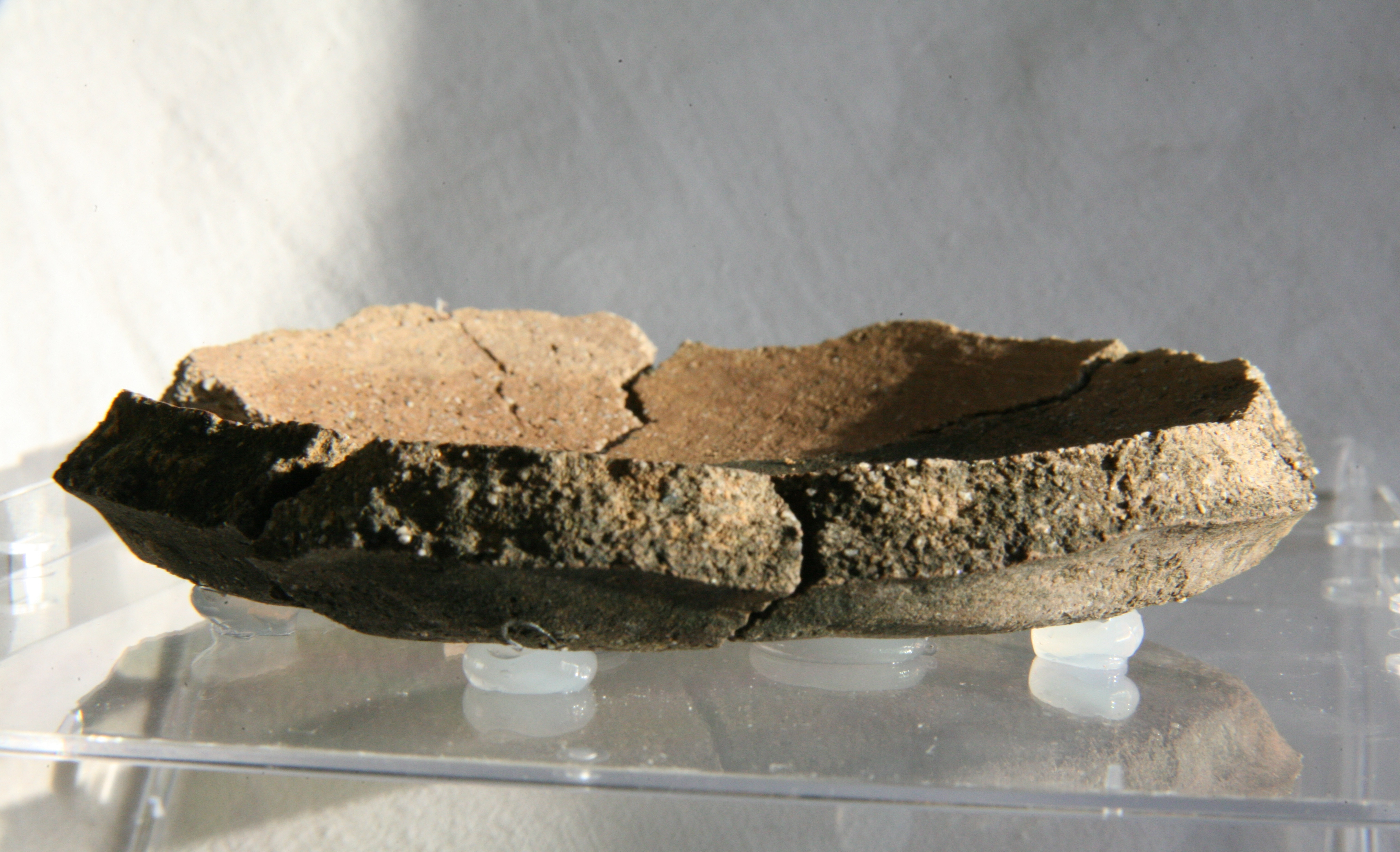
Muestra de cerámica cumana

- Museo Gran Mariscal de Ayacucho. Avenida Humboldt.
- Museo Municipal. Av. Cristóbal Colón.
- Museo de Arte Contemporáneo. Frente al Castillo San Antonio de la Eminencia.
- Museo del Mar. Calle Vela de Coro.
- Galería de Arte. Calle Montes, a una cuadra de CANTV.
- Biblioteca Pública Central Armando Zuloaga Blanco
- Biblioteca UDO
- Biblioteca El Peñón

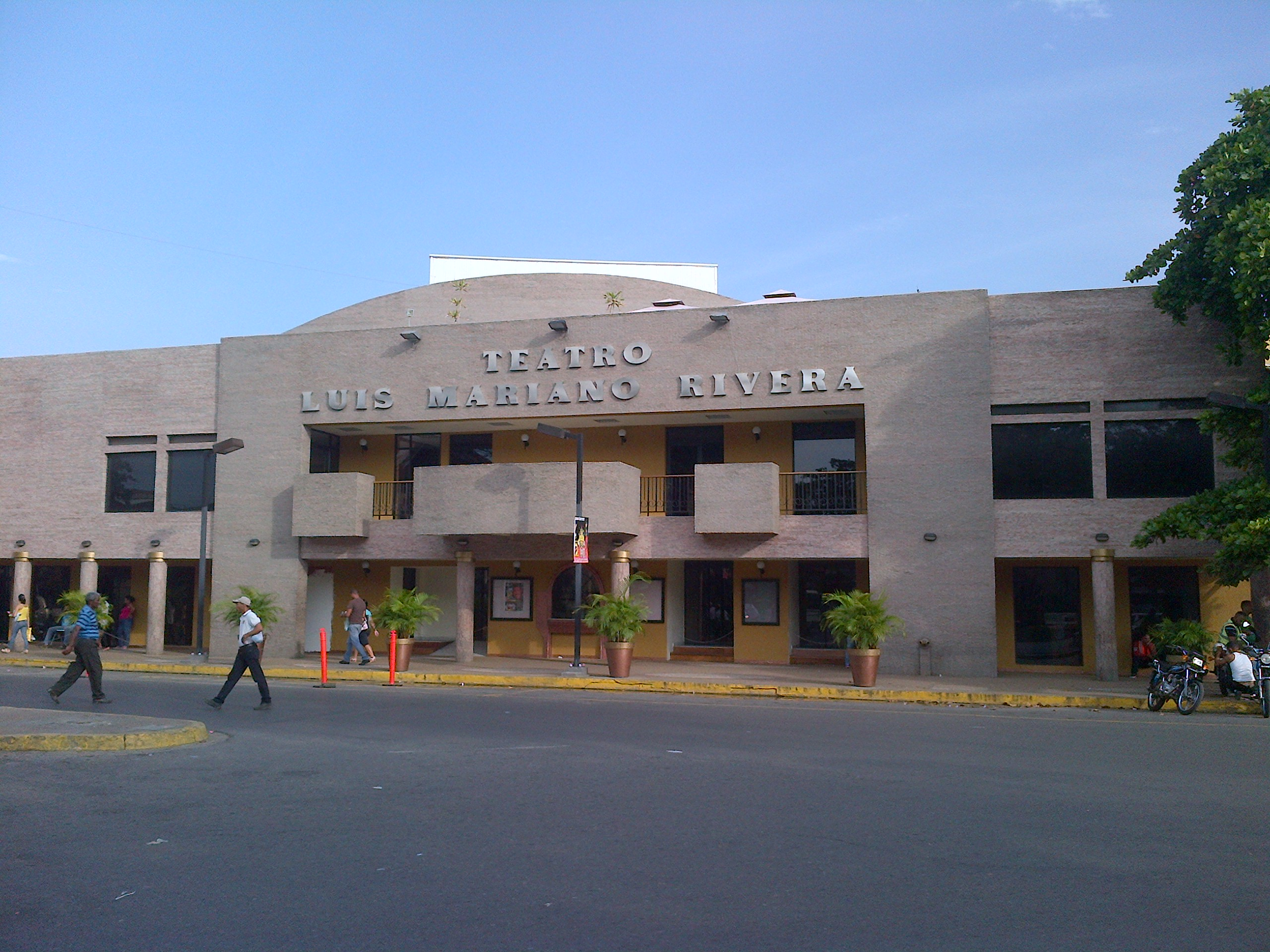
Teatro Luis Mariano Rivera, Cumaná, Venezuela

- Biblioteca José Antonio Ramos Sucre
- Biblioteca Ateneo
- Teatro Quijotillo. Calle Miranda.
- Teatro Luis Mariano Rivera. Calle Paraíso.
- Complejo Cultural Luis Manuel Peñalver. Calle Vela de Coro.
- Teatro María Rodríguez. Calle Vela de Coro.
- Concha Acústica. Parque Guaiquerí.
- Anfiteatro Ignacio Arenas

### Mercado de Cumaná
En Cumaná se encuentra el Mercado Municipal de Sucre, el mercado de minoristas más grande del país y el más importante de la zona oriental del país. Aunque no forma parte del sector histórico de la ciudad, el Mercado Municipal es uno de los sitios que los turistas no deben pasar por alto. El mercado funciona todos los días del año, y en él se pueden conseguir una gran variedad de productos y coleccionables, incluyendo artesanía local. También posee locales de comida, en los cuales se puede ubicar desde platillos locales hasta internacionales.
Ubicación: Avenida El Islote con Calle Blanco Fombona, Barrio El Islote.

## Playas

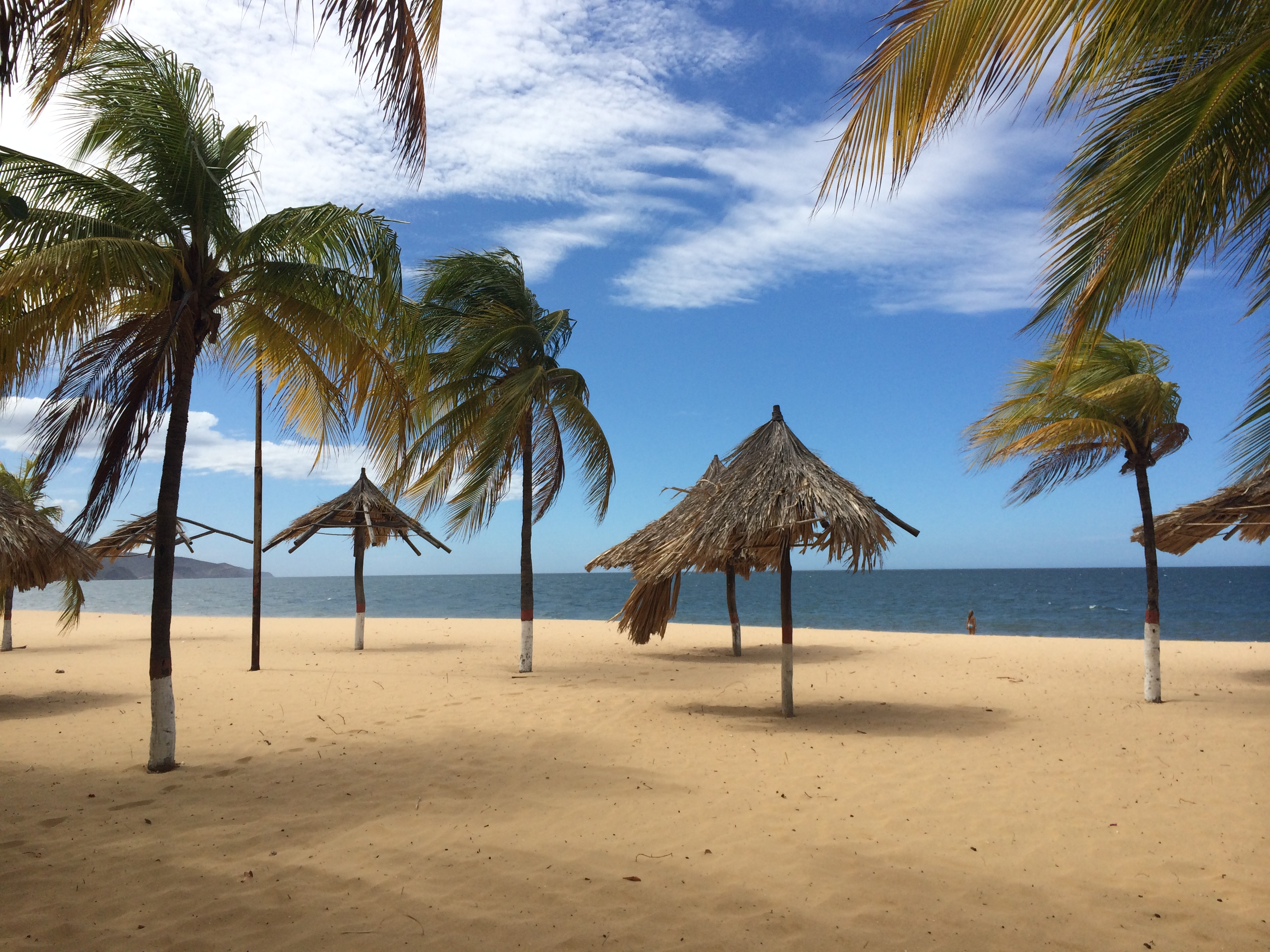
Playa Cumanagoto

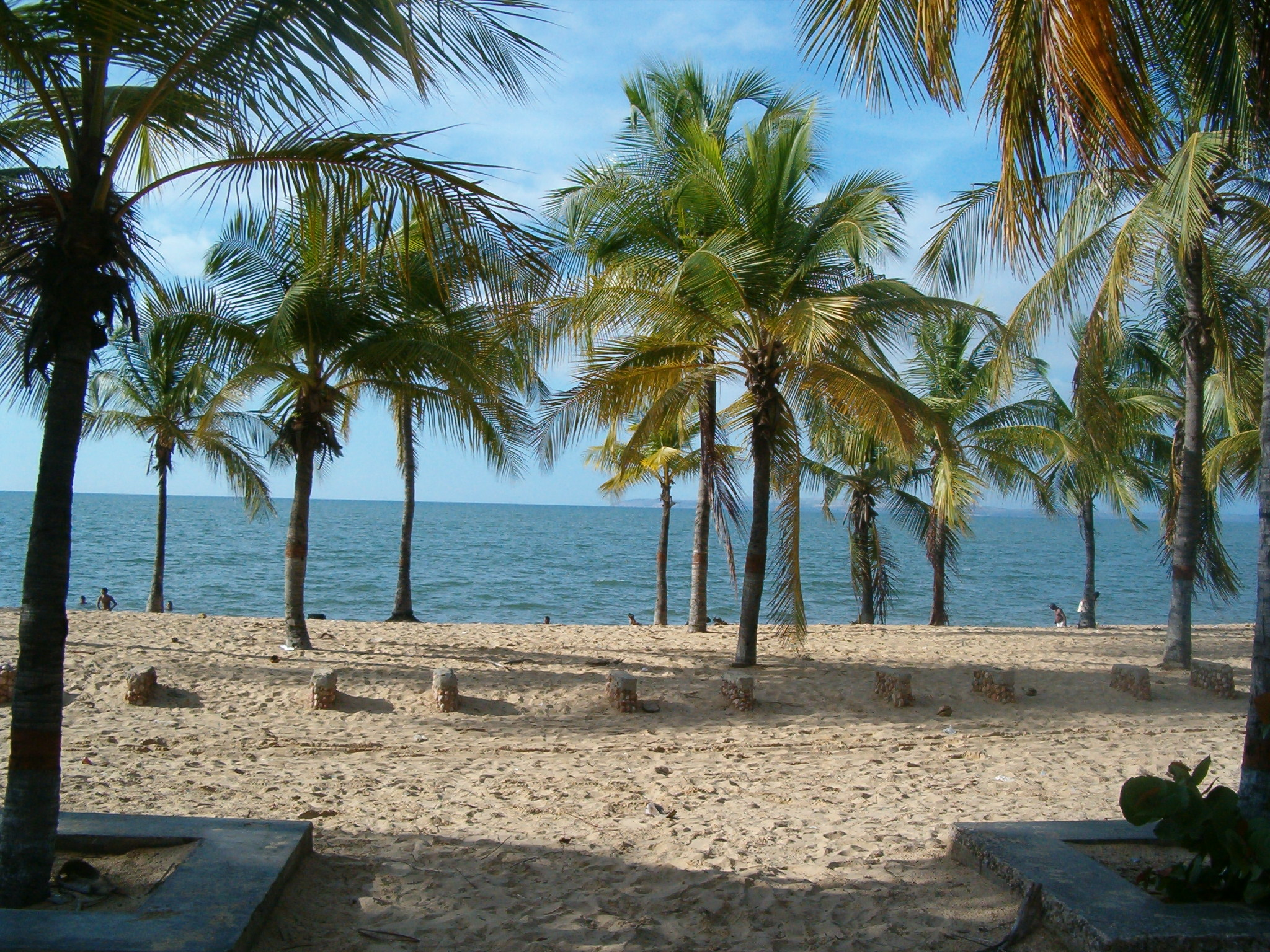
Playa San Luis Cumana

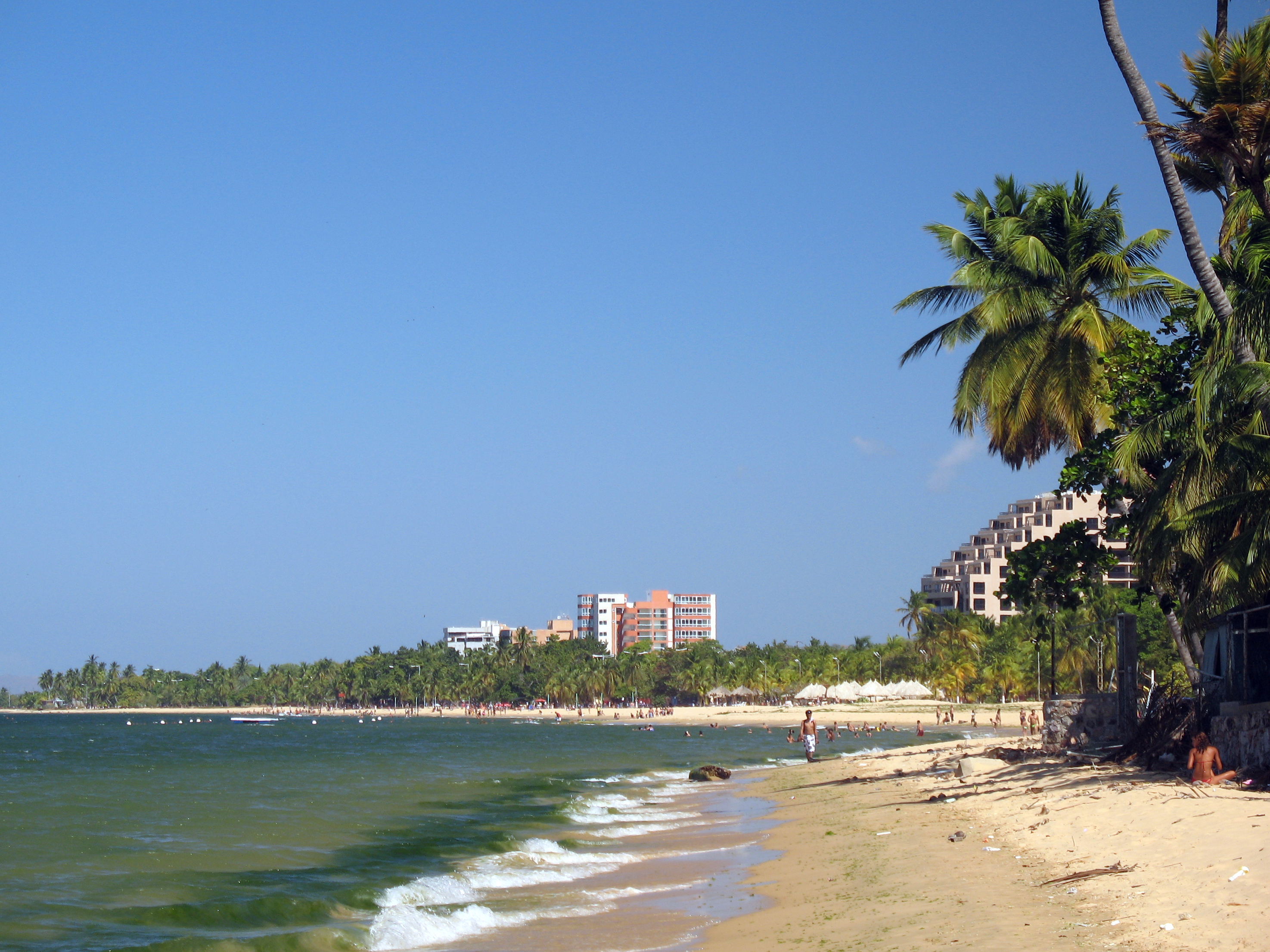
Playa San Luis

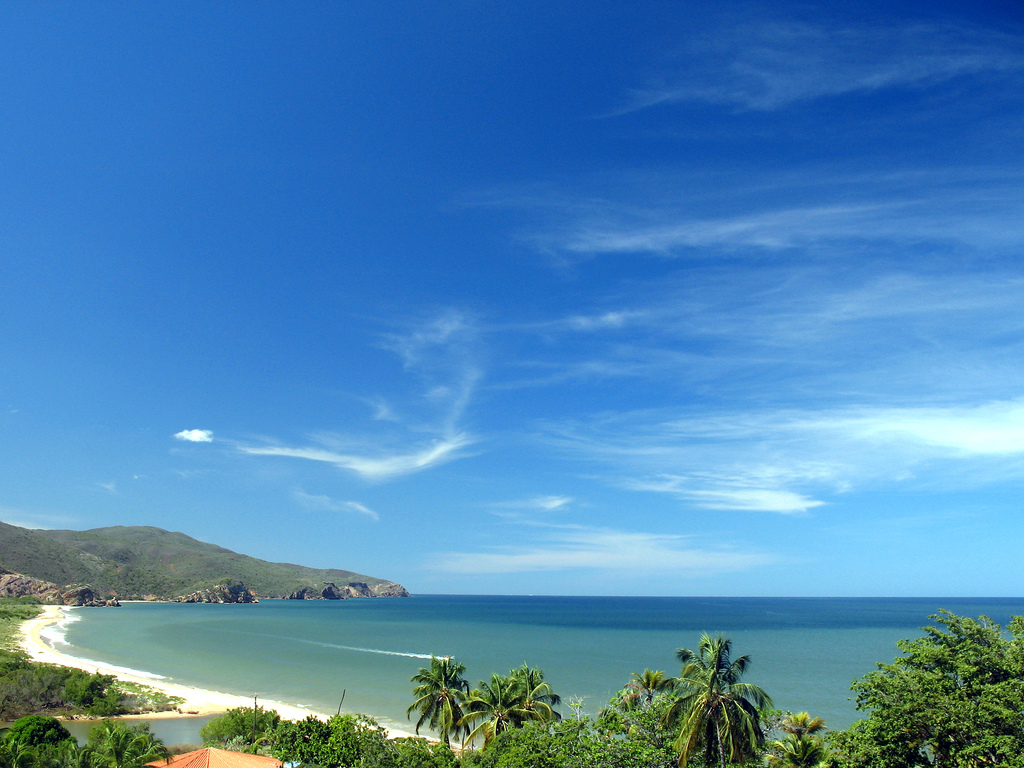
Playa de Cumaná

Cumaná cuenta con un gran litoral oeste de más de 7 kilómetros donde se encuentran varias de las mejores playas del oriente del país, la más importante es la playa de San Luis y también se destacan las playas de Los Uveros, Los Bordones y en el litoral este las playas de El Monumento y el Peñón, sin olvidar la gran galería de playas a lo largo del resto de toda su costa.